# Bezirk Charlottenburg-Wilmersdorf

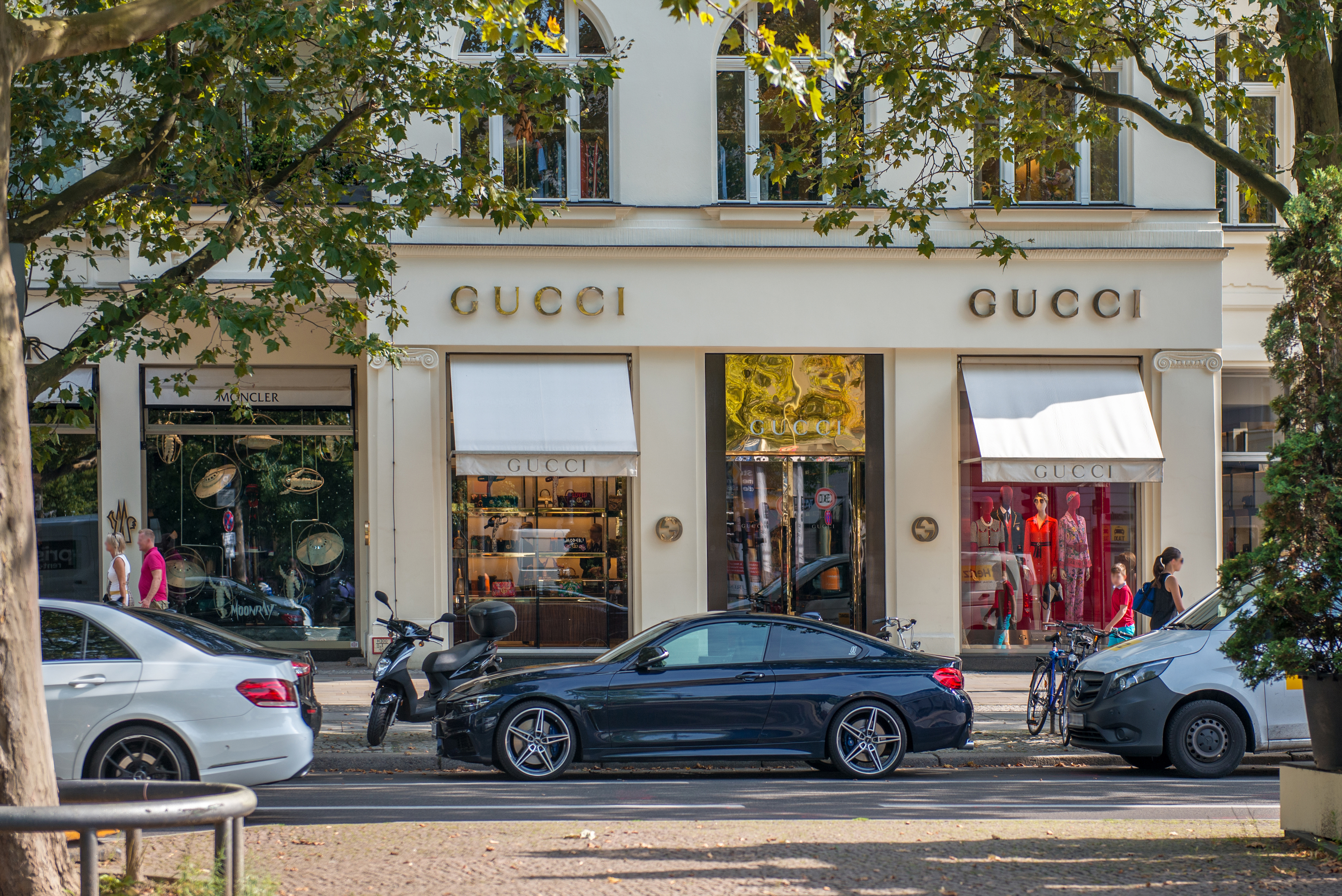
Kurfürstendamm, 2017

Charlottenburg-Wilmersdorf ist der vierte Verwaltungsbezirk von Berlin. Er entstand 2001 mit der Berliner Verwaltungsreform durch die Fusion der damaligen Bezirke Charlottenburg und Wilmersdorf. Der Bezirk zählt 323.507 Einwohner (31. Dezember 2024).
Der Bezirk gilt heute als eher bürgerlicher Wohnort und weist eine günstige Sozialstruktur auf. Charlottenburg-Wilmersdorf ist eines der umsatzstärksten Geschäfts- und Handelszentren in Berlin. Die Messe Berlin hat hier u. a. ihren Standort.
Die im Bezirk ansässige Technische Universität ist Teil der Exzellenzstrategie und zählt zu den größten ihrer Art in Deutschland. Die Universität der Künste ist eine der renommierten Kunstakademien in Europa.

## Geschichte
Charlottenburg ist hervorgegangen aus der Gemeinde Lietzenburg (ursprünglich: Lietzow), auf deren Territorium zu Ehren von Königin Sophie Charlotte das Schloss Charlottenburg errichtet und 1705 die Stadt Charlottenburg gegründet wurde. Bis zur Eingemeindung zu Groß-Berlin im Jahr 1920 entwickelte sich Charlottenburg zur reichsten Stadt Preußens.
Der ehemalige Bezirk Wilmersdorf und heutige Ortsteil wurde nach 1220 gegründet. Mitte des 18. Jahrhunderts erwarben die ersten Berliner Bürger Land und Bauernhäuser im damaligen Deutsch-Wilmersdorf und richteten Sommersitze in der Wilhelmsaue ein. Mit dem 1. April 1907 schied Wilmersdorf aus dem Kreis Teltow aus und wurde ein selbstständiger Stadtkreis. Ab 1912 führte die Stadt die Bezeichnung Berlin-Wilmersdorf. Zum 1. Oktober 1920 wurde die Großstadt nach Groß-Berlin eingemeindet.
Der Bezirk entstand zum 1. Januar 2001 durch die Fusion der beiden ehemaligen West-Berliner Bezirke Charlottenburg und Wilmersdorf. Im Jahr 2004 wurde der Bezirk in die heutigen Ortsteile gegliedert.

## Geographie
Der Bereich um den Kurfürstendamm nimmt als City West neben der historischen Mitte eine der beiden Zentrumsfunktionen für ganz Berlin wahr. Nennenswerte im Bezirk gelegene Institutionen sind unter anderem die Technische Universität, die Universität der Künste, die Deutsche Oper, das Olympiastadion sowie das Messegelände unter dem Funkturm mit dem CityCube, der das nahegelegene Internationale Congress Centrum ICC ersetzt.

### Siedlungsstruktur
Der Bezirk ist sehr unterschiedlich besiedelt. Neben den dicht besiedelten Ortsteilen Wilmersdorf (Rang 7 in Berlin), Charlottenburg und Halensee (Rang 11 und 12) liegt Grunewald, einer der am dünnsten besiedelten Ortsteile Berlins. Im Ortsteil Grunewald leben drei Prozent der Bevölkerung des Bezirks auf mehr als einem Drittel der Gesamtfläche des Bezirks, allerdings entfallen rund 85 Prozent der Fläche des Ortsteils auf den unbewohnten Forst Grunewald und Wasserflächen. Zwei Drittel der Bevölkerung des Bezirks lebt in Charlottenburg und Wilmersdorf. Halensee ist nach dem Hansaviertel der zweitkleinste Ortsteil Berlins, während der Ortsteil Grunewald zu den größten zählt.

### Ortsteile
Der Bezirk unterteilt sich in sieben Ortsteile:

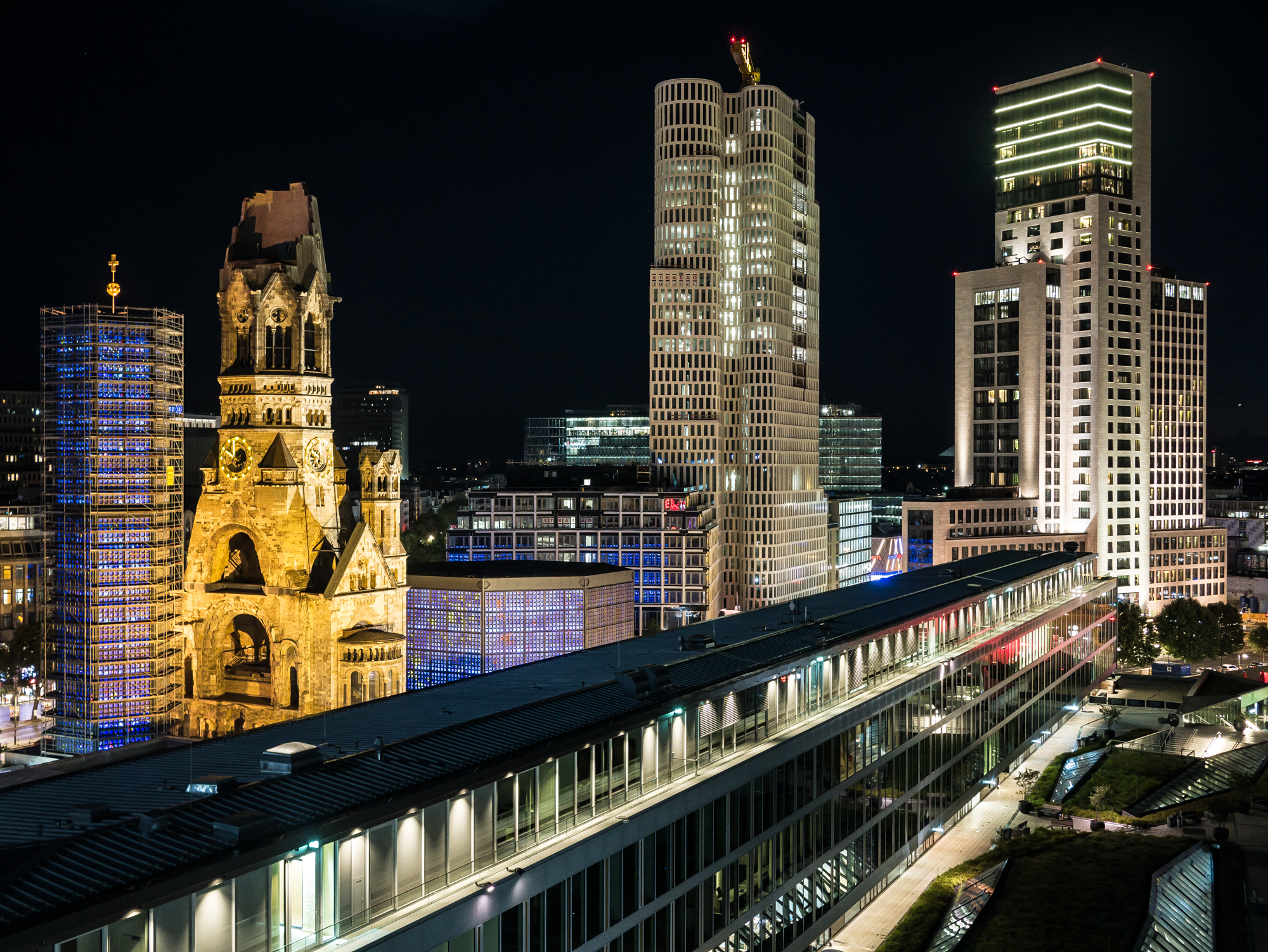
Breitscheidplatz mit der Kaiser-Wilhelm-Gedächtniskirche in Charlottenburg

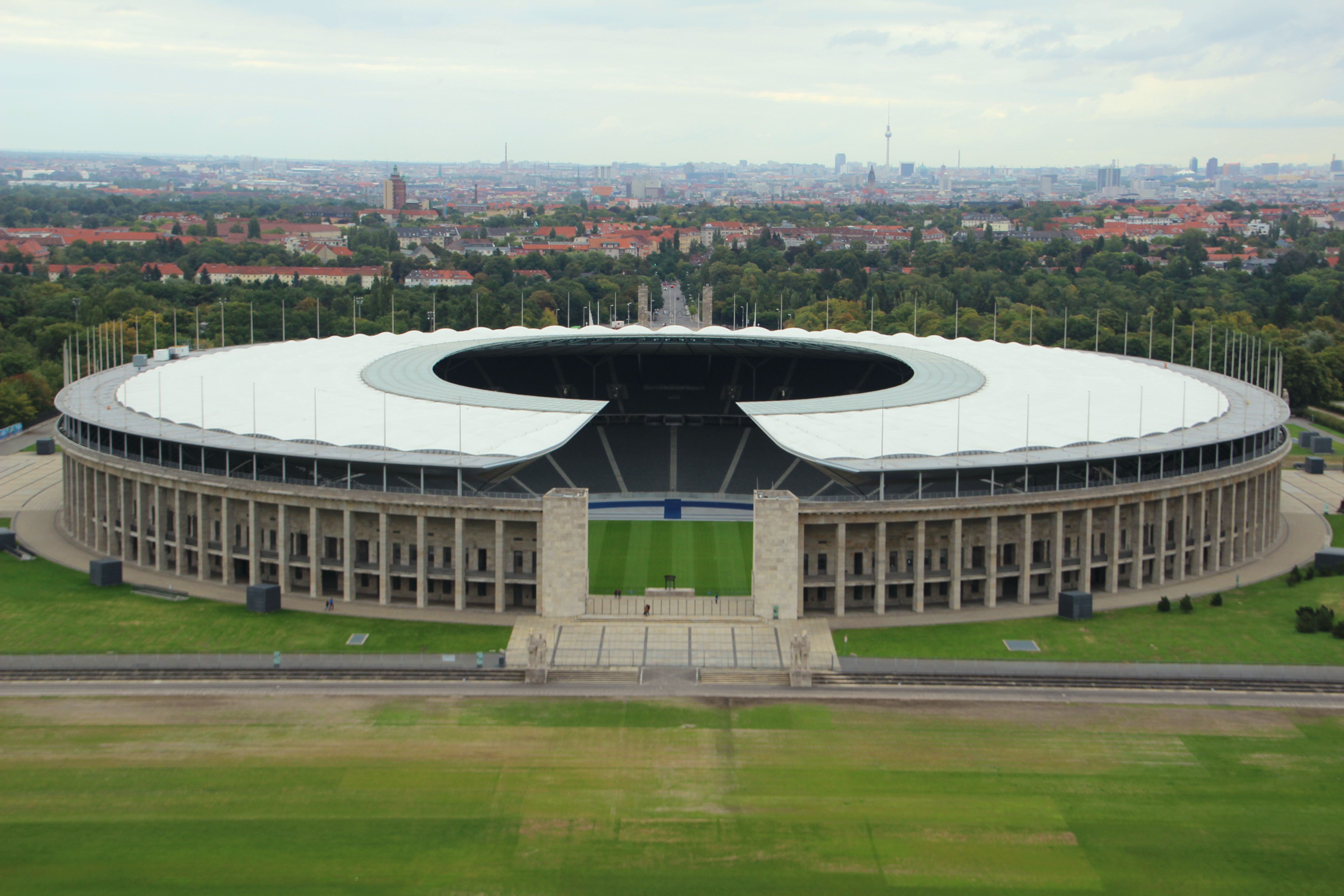
Olympiastadion in Westend

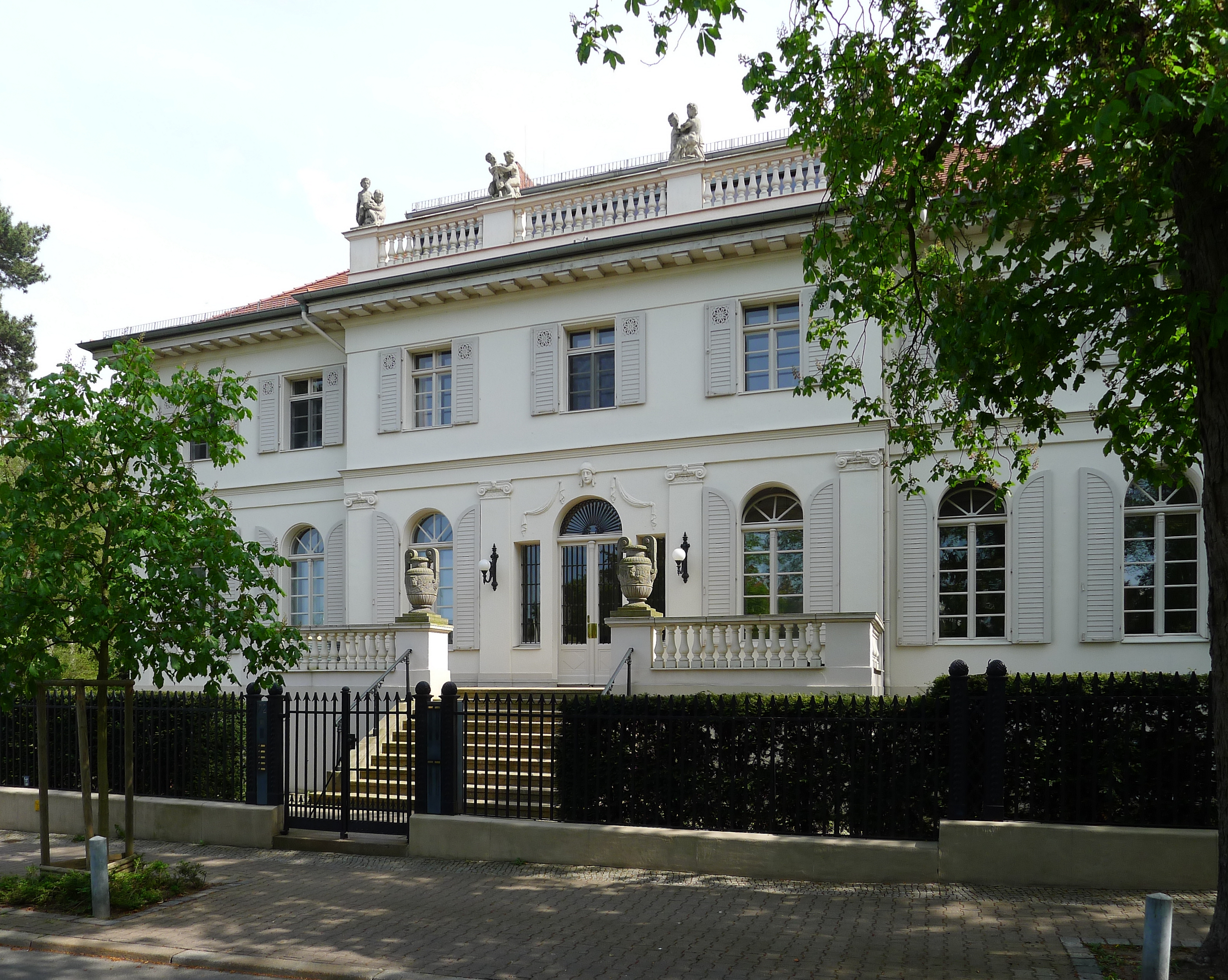
Villa Nathan Samuel im Ortsteil Grunewald

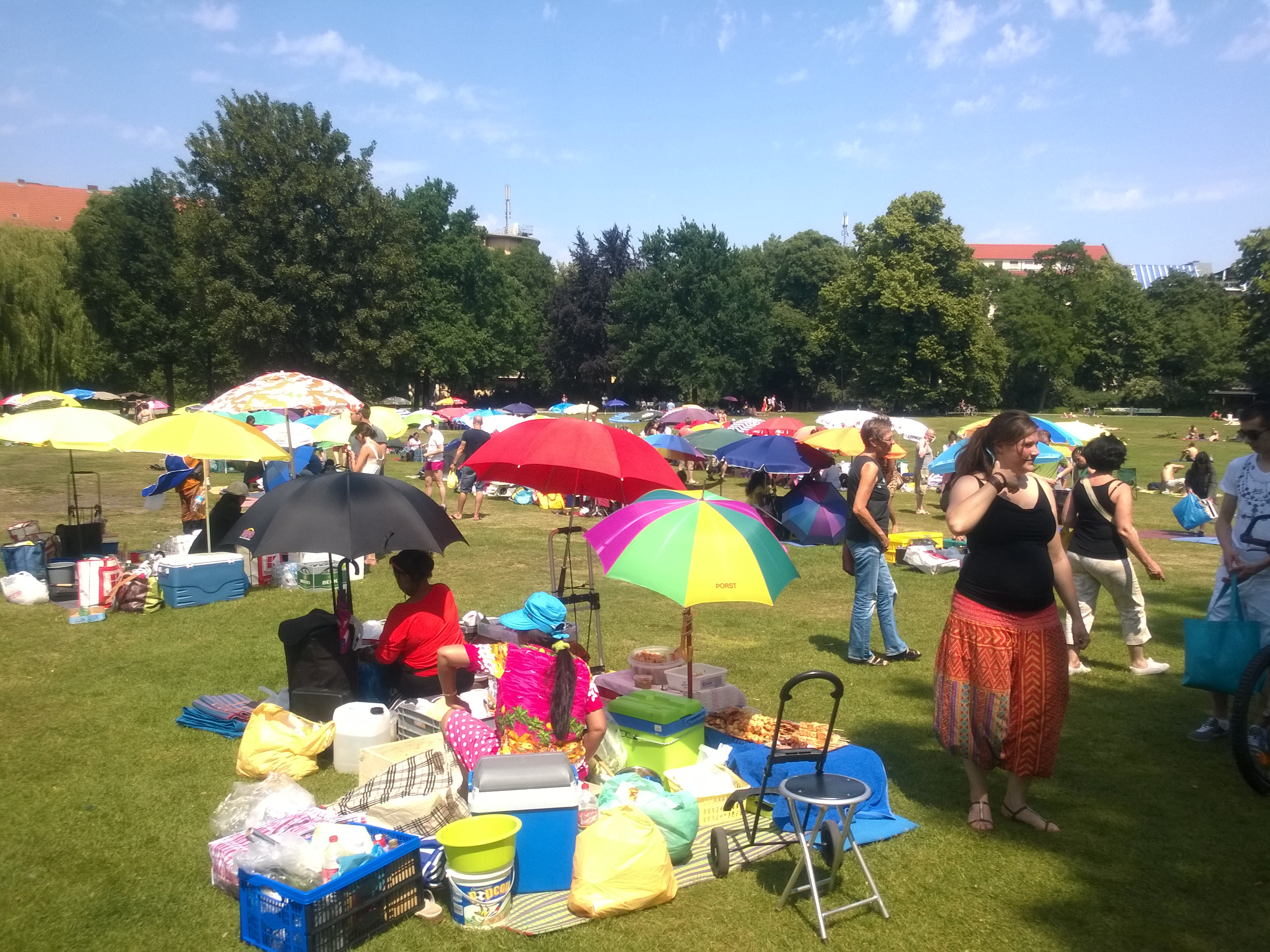
Thaiwiese in Wilmersdorf

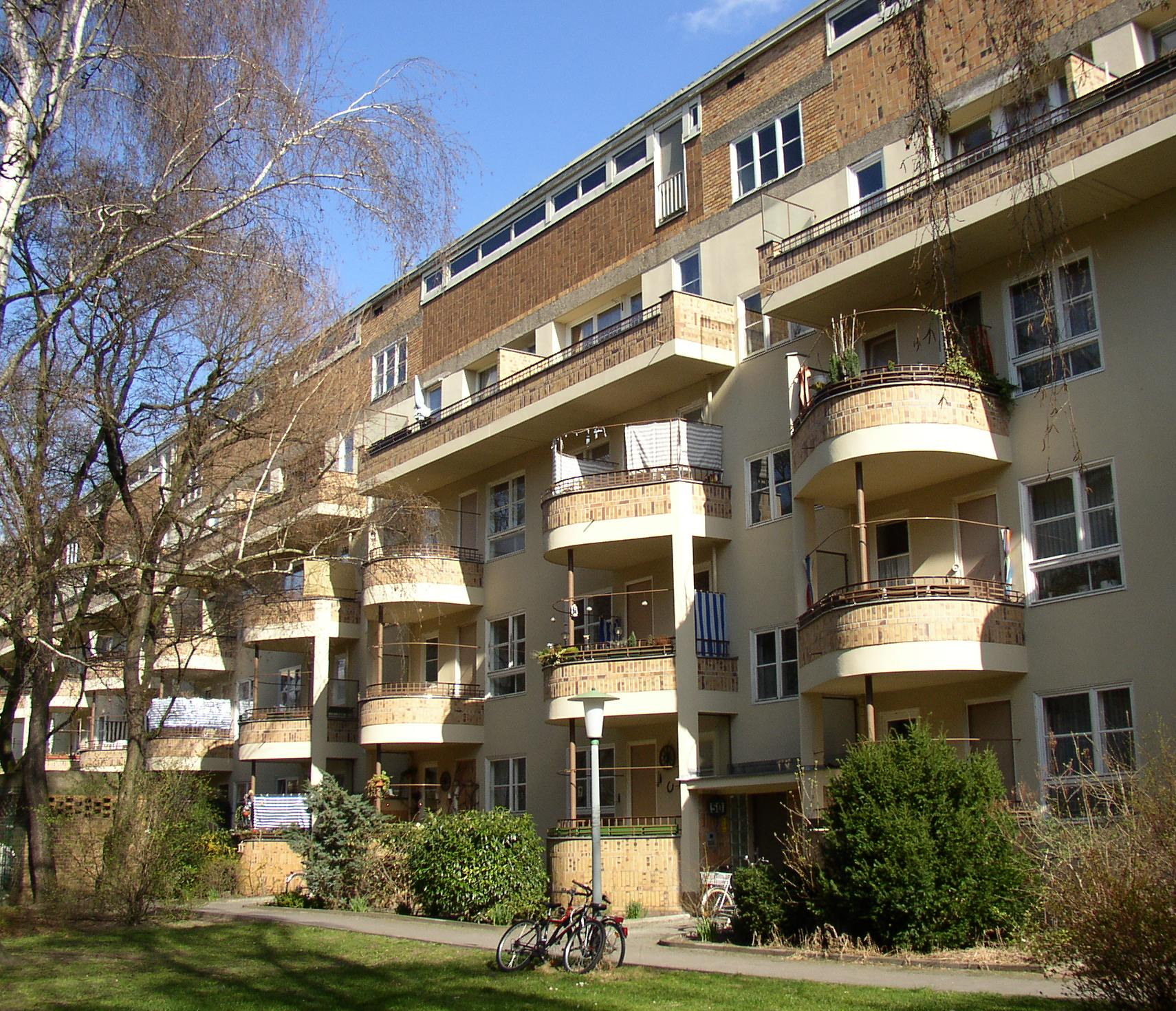
Wohnsiedlung in Charlottenburg-Nord

| Ortsteile und Ortslagen | Fläche (km²) | Einwohner 31. Dezember 2024 | Einwohner pro km² | Lage                                             |
| --- | ------------ | --------------------------- | ----------------- | ------------------------------------------------ |
| 0401 Charlottenburg - Altstadt Charlottenburg - Witzleben - Klausenerplatz - Kalowswerder - Lietzow - Wahlkreis 3 - Wahlkreis 4     | 10,60        | 130.564                     | 12.317            | Ortsteile des Bezirks Charlottenburg-Wilmersdorf |
| 0402 Wilmersdorf - Güntzelkiez - Rheingauviertel - Künstlerkolonie - Wahlkreis 6 - Wahlkreis 7                                      | 7,16         | 101.220                     | 14.137            | Ortsteile des Bezirks Charlottenburg-Wilmersdorf |
| 0403 Schmargendorf - Wahlkreis 7 | 3,59         | 24.132                      | 6.722             | Ortsteile des Bezirks Charlottenburg-Wilmersdorf |
| 0404 Grunewald - Wahlkreis 5 | 22,30        | 11.154                      | 500               | Ortsteile des Bezirks Charlottenburg-Wilmersdorf |
| 0405 Westend - Villenkolonie Westend - Neu-Westend - Pichelsberg - Ruhleben - Siedlung Eichkamp - Siedlung Heerstraße - Wahlkreis 2 | 13,50        | 41.046                      | 3.040             | Ortsteile des Bezirks Charlottenburg-Wilmersdorf |
| 0406 Charlottenburg-Nord - Jungfernheide - Paul-Hertz-Siedlung - Plötzensee - Großsiedlung Siemensstadt - Wahlkreis 1               | 6,20         | 19.665                      | 3.172             | Ortsteile des Bezirks Charlottenburg-Wilmersdorf |
| 0407 Halensee - Wahlkreis 5 | 1,27         | 15.719                      | 12.377            | Ortsteile des Bezirks Charlottenburg-Wilmersdorf |

#### Charlottenburg

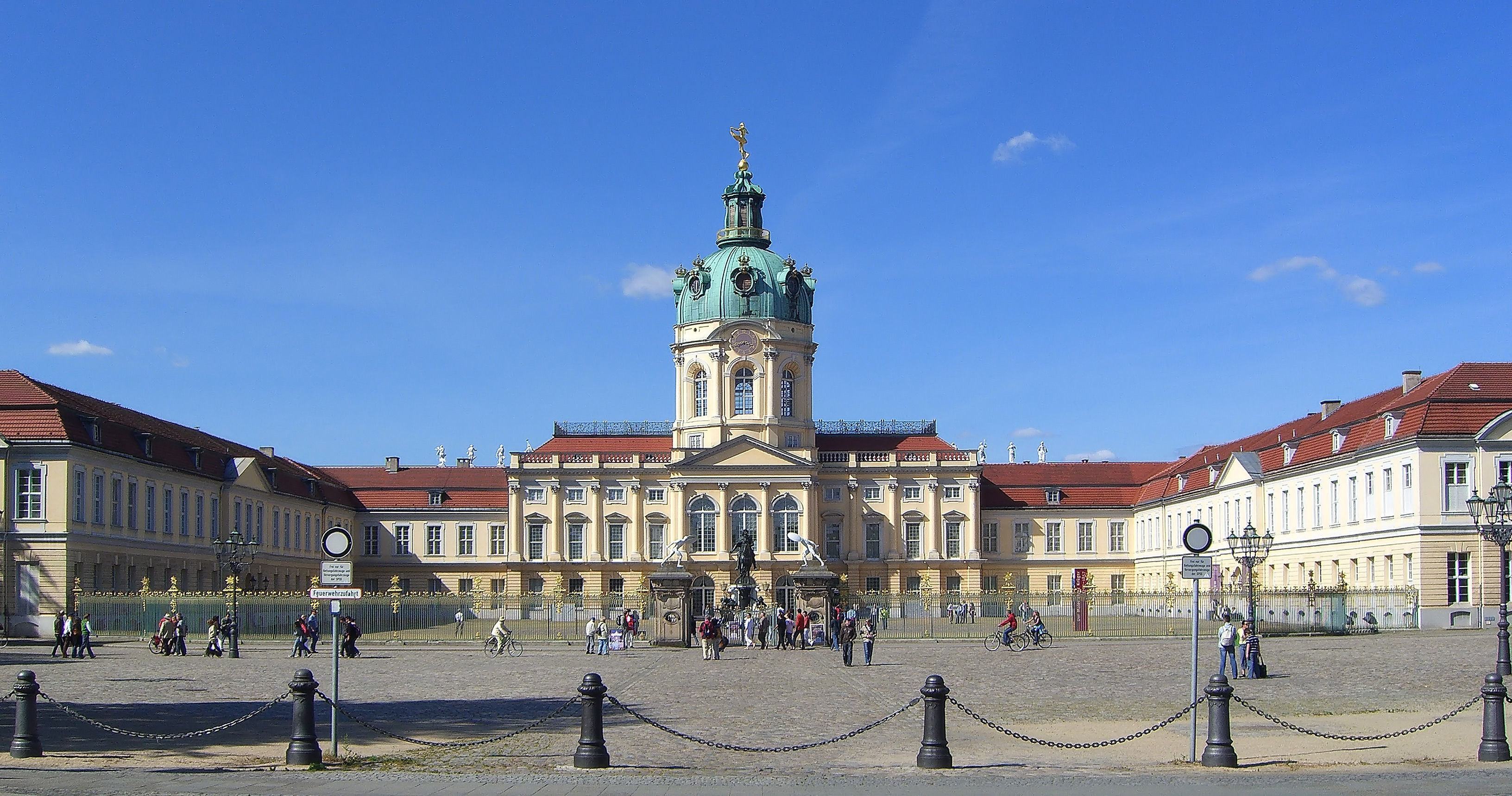
Schloss Charlottenburg

Der Ortsteil Charlottenburg umfasst unter anderem die historische Altstadt Charlottenburg mit dem gleichnamigen Schloss und das ehemalige Zooviertel, heute besser bekannt als City West. Bis heute nimmt die Gegend um den Bahnhof Zoo mit dem Boulevard Kurfürstendamm eine Zentrumsfunktion für große Teile des Berliner Westens ein.
Während des Zweiten Weltkriegs wurde der Ostteil der Ortslage stark zerstört, woran bis heute die in Teilen als Ruine erhaltene Kaiser-Wilhelm-Gedächtniskirche erinnert. Der Norden und Westen Charlottenburgs, wie etwa in der Altstadt oder dem Danckelmannkiez, weisen ein fast homogenes Stadtbild auf, das zwischen 1900 und 1930 entstanden ist.

#### Charlottenburg-Nord
Nördlich von Charlottenburg liegt der 2004 neu definierte Ortsteil Charlottenburg-Nord, der mit seinen Großwohnsiedlungen im Kontrast zur historischen und zum Teil sehr großzügig angelegten Bausubstanz im Süden steht. Auch ist hier bereits die industrielle Atmosphäre des Berliner Nordens spürbar. Als Siedlungsgebiet entstand die Gegend erst nach 1950, auf einem Teil des historischen Volkspark Jungfernheide, der sich bis heute über einen Großteil der Ortslage erstreckt.

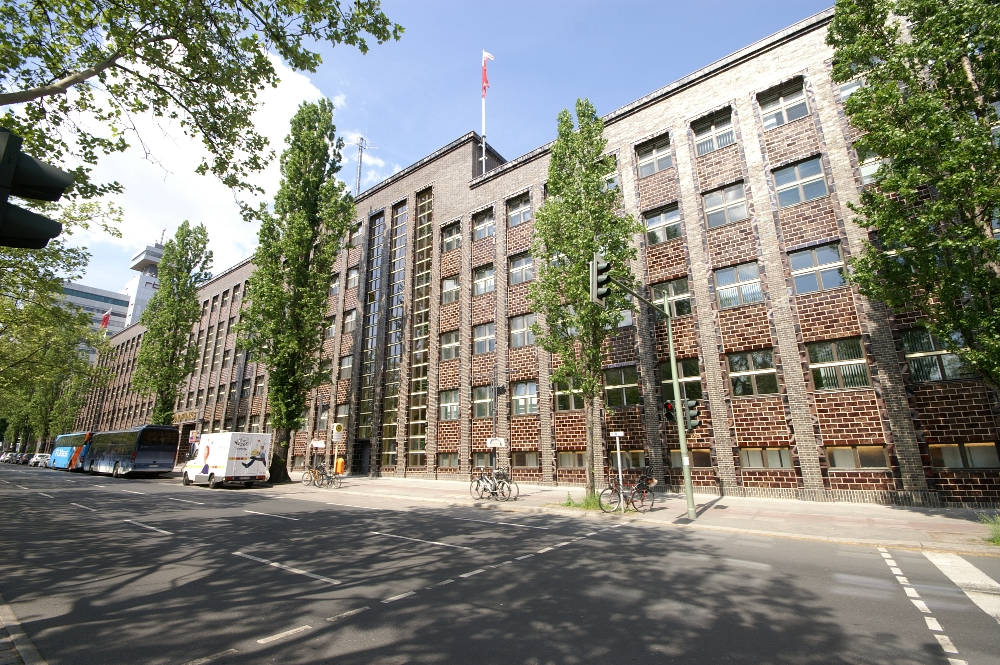
Haus des Rundfunks, Standort des rbb

#### Westend
Ursprünglich ab den 1860er Jahren als reine Villenkolonie für die wachsende Großstadt Charlottenburg geplant, haben heute einige Gegenden in Westend auch das typische (West-)Berliner Ambiente mit einer Mischung aus Mietshäusern und Gewerbe. Anlässlich der Olympischen Sommerspiele 1936 wurden hier Sportstätten errichtet, die bis heute für Großveranstaltungen genutzt werden. Eine Besonderheit ist das Corbusierhaus, ein Hochhaus, das vom Architekten Le Corbusier 1957 im Rahmen der Internationalen Bauausstellung Interbau 1957 errichtet wurde.

#### Wilmersdorf

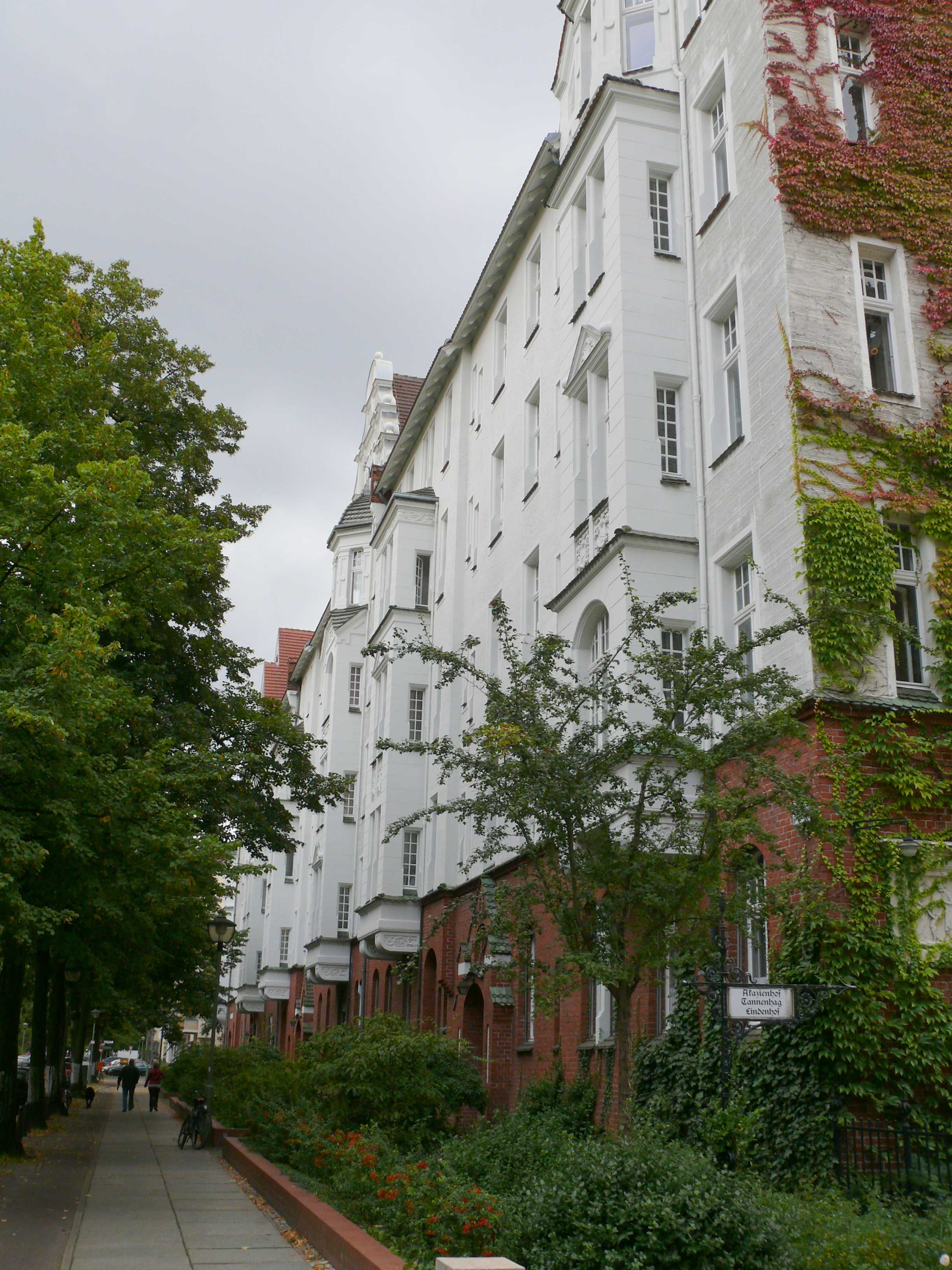
Wohnbau in Wilmersdorf

Die Keimzelle des Ortsteils ist die nördlich des Volksparks Wilmersdorf gelegene Wilhelmsaue mit der neogotischen Auenkirche und dem Schoeler-Schlösschen, dem ältesten Gebäude Wilmersdorfs. Der Volkspark entstand 1915 an Stelle des ehemaligen Wilmersdorfer Sees, der ab 1915 trockengelegt wurde.
Der heutige Ortsteil Wilmersdorf besteht im Wesentlichen aus dem ehemaligen Ortsteilzentrum des ehemaligen Bezirks Wilmersdorf um die sogenannte Carstenn-Figur, einer historischen Straßenstruktur mit der Bundesallee (bis 1950: Kaiserallee) im Zentrum und den vier Eckpunkten Fasanenplatz, Nürnberger Platz, Prager Platz und Nikolsburger Platz. Die Gegend östlich der Bundesallee wurde im Zweiten Weltkrieg stark zerstört, sodass die historische Stadtstruktur dort kaum noch erkennbar ist. Auch die autogerechte Stadtplanung der 1960er und 1970er Jahre veränderte diesen Teil des Orts stark.
Südlich angrenzend und ebenfalls zum Ortsteil Wilmersdorf gehörend befindet sich das Rheingauviertel und die Künstlerkolonie. Das Rheingauviertel wurde um 1910 als Landhauskolonie im englischen Stil für gehobenes Wohnen fertiggestellt und ist in dieser Gestalt weitestgehend erhalten. Auch die Künstlerkolonie aus den 1920er Jahren, die von der Interessenvertretung für Künstler und Schriftsteller für die Kulturschaffenden Berlins errichtet wurde, ist in ihrer Gestalt größtenteils unverändert.

#### Halensee

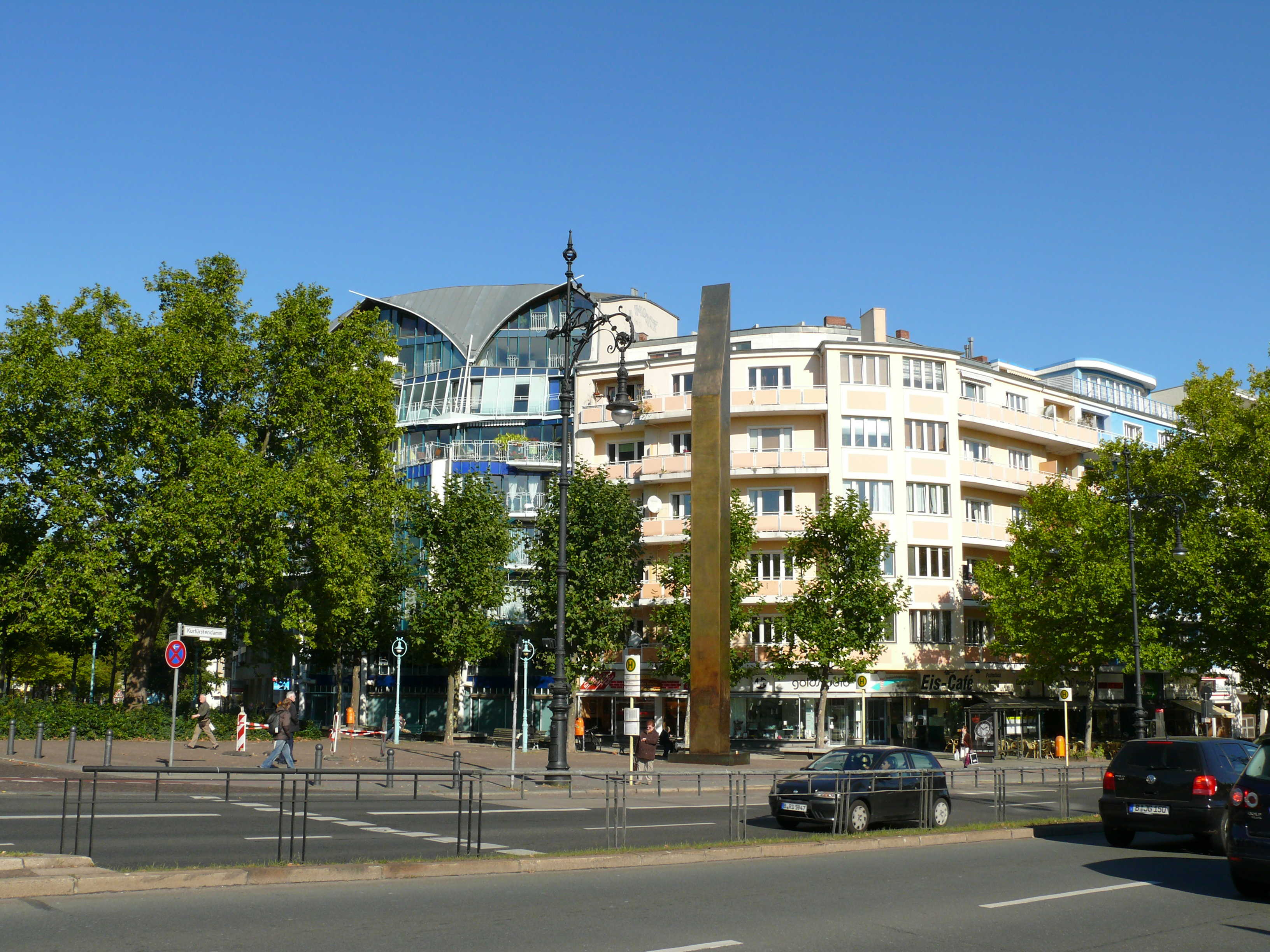
Henriettenplatz in Halensee

Benannt nach dem im angrenzenden Grunewald gelegenen Halensee wurde die Gegend des heutigen Ortsteils Halensee als Villen- und Mietshaussiedlung für gehobenes Wohnen geplant. In den 1920er Jahren siedelten sich hier viele russische Emigranten an, die ihre Heimat in Folge der Oktoberrevolution hatten verlassen müssen. Die Zerstörungen im Zweiten Weltkrieg trafen auch Teile von Halensee und der anschließende Wiederaufbau veränderte den Charakter des Ortsteils nachhaltig. In den Bombenlücken entstanden zunächst vor allem Bauten des Sozialen Wohnungsbaus und später zahlreiche Bürohochhäuser und die Stadtautobahn. Diese Trasse begrenzt Halensee zu den Ortsteilen Grunewald und Schmargendorf. Der Kurfürstendamm teilt den kleinen Ortsteil in zwei Hälften.

#### Schmargendorf

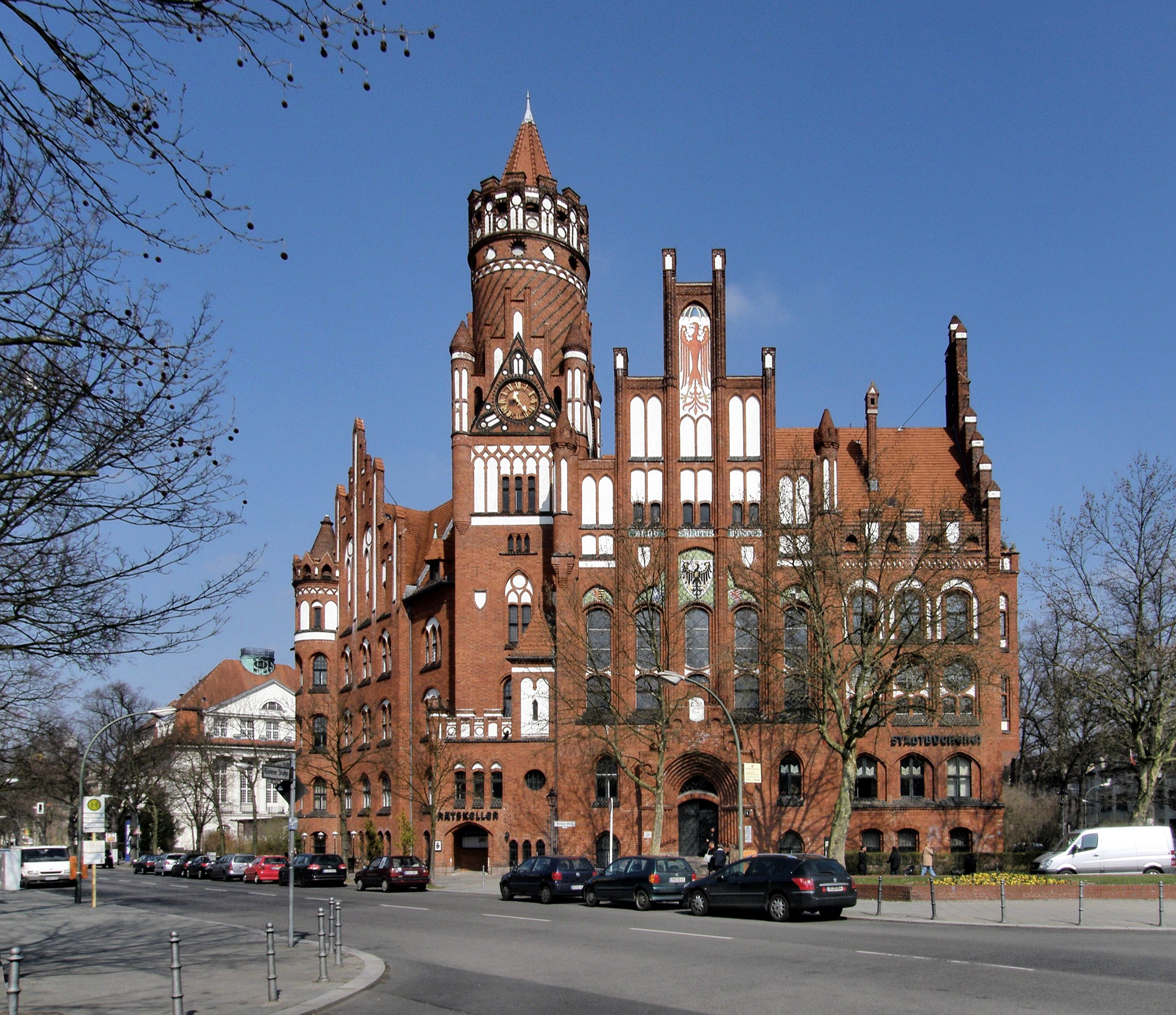
Standesamt des Bezirks

Zwischen AVUS und dem Grunewald liegt Schmargendorf, das seinen kleinstädtischen Charakter mit seinem eigenen historischen Ortsteilzentrum bis heute erhalten hat. Besonderer Beliebtheit bei Hochzeitspaaren erfreut sich das Standesamt im historischen Rathaus Schmargendorf.
In der Friedrichshaller Straße 23 wohnte Lilly Wust, besser bekannt als Aimée aus dem Film und Tatsachenroman Aimée & Jaguar, der von ihrer Liebe zu der jüdischen Journalistin Felice Schragenheim erzählt. Ein Großteil der Handlung von Film und Buch spielt in ebendieser Wohnung.

#### Grunewald
Der Ortsteil Grunewald ist benannt nach dem gleichnamigen Forst, der einen Großteil seiner Fläche einnimmt. Seit seiner Entstehung in den 1880er Jahren, zählt er zu den wohlhabendsten Gebieten Berlins. Grunewald ist geprägt von herrschaftlicher Villenbebauung, wie beispielsweise dem Palais Mendelssohn, das in den 1960er Jahren mit zeitgenössischen Bauelementen wiederhergestellt wurde und seither von der Johannischen Kirche als St.-Michaels-Heim genutzt wird. Damals wie heute befinden sich viele Botschaften und zahlreiche Botschafter-Residenzen im Ortsteil Grunewald. Vom Bahnhof Grunewald erfolgte ab 1941 die Deportation der Berliner Juden, vornehmlich in Konzentrations- und Vernichtungslager in Osteuropa. An diese Verbrechen erinnert seit 1988 das Mahnmal Gleis 17.

## Bevölkerung

### Überblick
Charlottenburg-Wilmersdorf gilt als eher bürgerlicher Bezirk. Am 31. Dezember 2024 zählte der Bezirk Charlottenburg-Wilmersdorf 323.507 Einwohner auf einer Fläche von 64,7 Quadratkilometern. Somit lag am Stichtag die Bevölkerungsdichte bei 4.999 Einwohnern pro Quadratkilometer.
| Jahr | Einwohner |
| ---- | --------- |
| 2001 | 310.760   |
| 2002 | 309.487   |
| 2003 | 308.855   |
| 2004 | 308.541   |
| 2005 | 308.902   |
| 2006 | 309.421   |
| 2007 | 310.064   |
| 2008 | 310.763   |
| 2009 | 312.256   |
| 2010 | 312.240   |

| Jahr | Einwohner |
| ---- | --------- |
| 2011 | 314.911   |
| 2012 | 319.289   |
| 2013 | 322.870   |
| 2014 | 326.354   |
| 2015 | 330.468   |
| 2016 | 336.249   |
| 2017 | 338.831   |
| 2018 | 341.327   |
| 2019 | 343.592   |
| 2020 | 341.392   |

| Jahr | Einwohner |
| ---- | --------- |
| 2021 | 333.998   |
| 2022 | 341.155   |
| 2023 | 343.081   |
| 2024 | 343.500   |

Die unten stehenden Einwohnerzahlen (Stand: jeweils am 31. Dezember) basieren, abweichend von der Bevölkerungsfortschreibung des Amtes für Statistik Berlin-Brandenburg, auf Daten des Einwohnermelderegisters des Berliner Landesamtes für Bürger- und Ordnungsangelegenheiten.

### Bevölkerungsstruktur
Die folgende Tabelle zeigt Angaben zur Struktur der Bevölkerung von Charlottenburg-Wilmersdorf am 31. Dezember 2024.
| Geschlecht      | Anzahl  | Anteil |
| --------------- | ------- | ------ |
| männlich        | 166.037 | 48,3 % |
| weiblich        | 177.463 | 51,7 % |
| Insgesamt       | 343.500 | 100 %  |
|                 |         |        |
|                 |         |        |
| Altersgruppen   |         |        |
| unter 20        | 052.828 | 15,4 % |
| 20 bis unter 40 | 101.441 | 29,5 % |
| 40 bis unter 65 | 110.005 | 32,0 % |
| ab 65           | 079.226 | 23,1 % |
| Insgesamt       | 343.500 | 100 %  |

| Herkunft                            | Anzahl  | Anteil |
| ----------------------------------- | ------- | ------ |
| Deutsche ohne Migrationshintergrund | 183.536 | 53,4 % |
| Deutsche mit Migrationshintergrund  | 066.458 | 19,4 % |
| Ausländer                           | 093.506 | 27,2 % |
| Insgesamt                           | 343.500 | 100 %  |
|                                     |         |        |
| Wohnlagen                           |         |        |
| einfache Wohnlagen bzw. ohne Angabe | 027.973 | 08,1 % |
| mittlere Wohnlagen                  | 105.412 | 30,7 % |
| gute Wohnlagen                      | 210.115 | 61,2 % |
| Insgesamt                           | 343.500 | 100 %  |

| Religion            | Anzahl  | Anteil |
| ------------------- | ------- | ------ |
| evangelisch         | 047.787 | 13,9 % |
| römisch-katholisch  | 031.889 | 09,3 % |
| sonstige bzw. keine | 263.824 | 76,8 % |
| Insgesamt           | 343.500 | 100 %  |

Der Bezirk gehört zu den geburtenschwächsten Gegenden in Berlin und Deutschland. Das Durchschnittsalter im Bezirk lag deshalb am 31. Dezember 2024 bei 45,1 Jahren (Berliner Durchschnitt: 42,8 Jahre) und ist damit nach Steglitz-Zehlendorf das zweithöchste aller Berliner Bezirke. 61,2 % der Einwohner lebten in Wohnungen in guter Wohnlage. Das ist Berliner Spitzenwert (Berliner Durchschnitt: 20,5 %).

## Wirtschaft

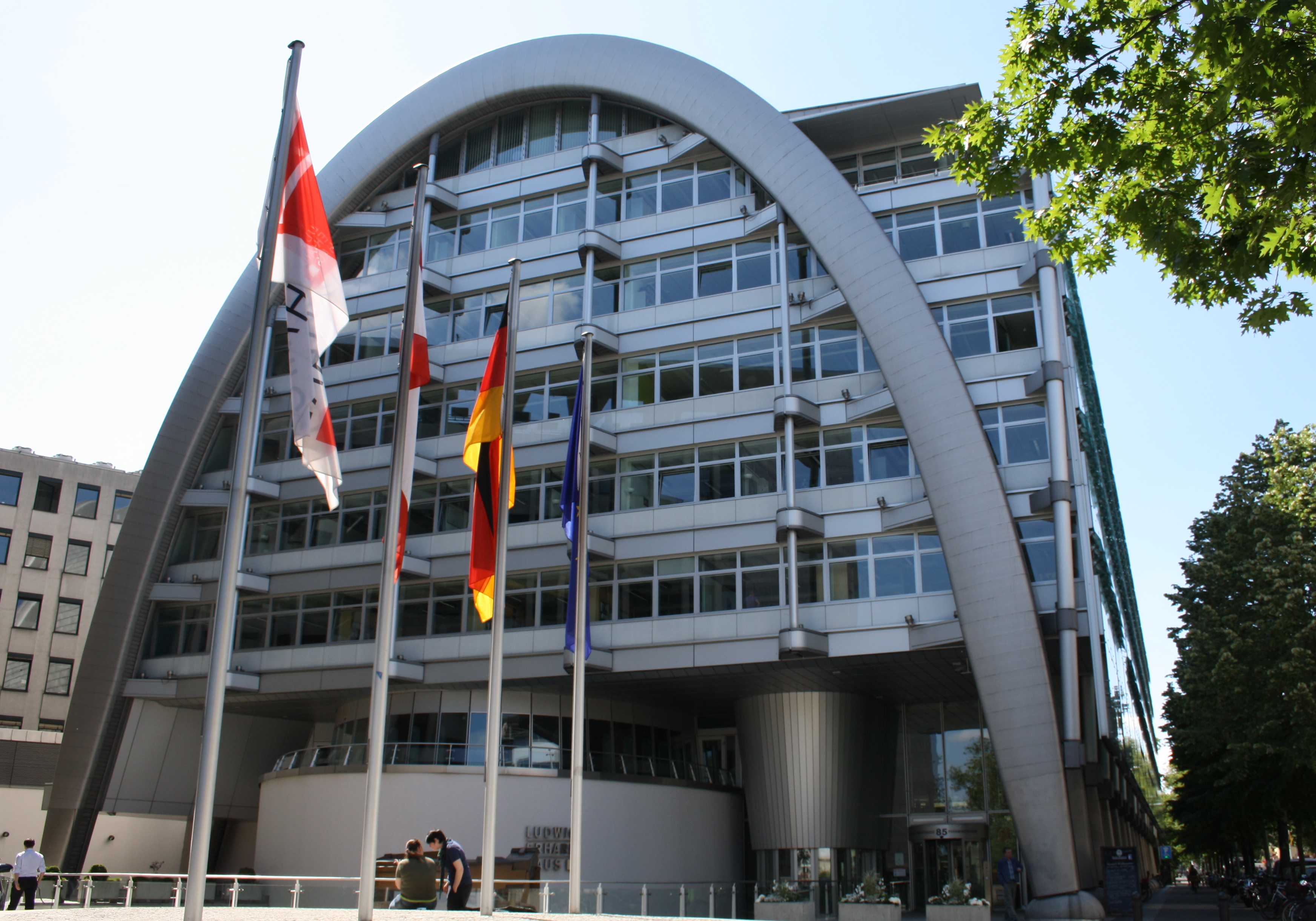
Ludwig-Erhard-Haus der IHK Berlin

### Institutionen
- Börse Berlin
- IHK Berlin, Industrie- und Handelskammer zu Berlin
- Rundfunk Berlin-Brandenburg mit Berliner Sitz am Theodor-Heuss-Platz
- Deutsche Rentenversicherung Bund, Hauptsitz am Fehrbelliner Platz
- Gemeinsamer Bundesausschuss, Kassenärztliche Bundesvereinigung und Bundesärztekammer in der Spreestadt Charlottenburg
- Physikalisch-Technische Bundesanstalt

### Einzelhandel
- Kurfürstendamm, eine der bekanntesten Einkaufsstraßen Deutschlands und wichtiges Geschäftszentrum im Bezirk
- Wilmersdorfer Straße, Einkaufsstraße und erste Fußgängerzone Berlins

### Unternehmen

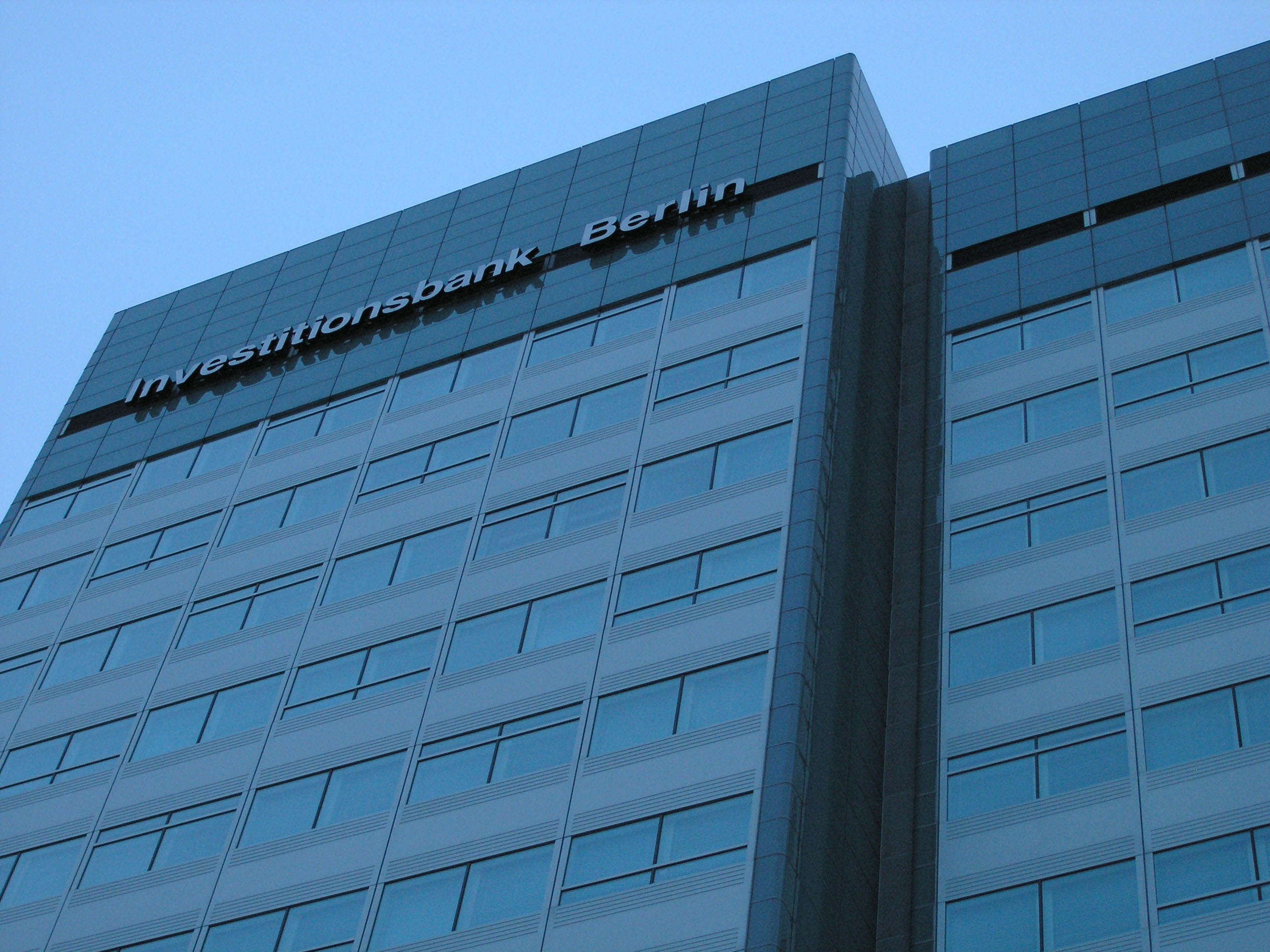
Investitionsbank Berlin

Im Vergleich mit den anderen Berliner Bezirken sind mit etwa 28.000 Unternehmen in Charlottenburg-Wilmersdorf die zweitmeisten Unternehmen ansässig.
- Springer Nature, Buchverlagsgruppe
- Alba Group, Entsorgung und Recycling, Sitz
- Bildgießerei Hermann Noack, Kunstgießerei, Sitz
- Cornelsen Verlag, Schulbuchverlag, Sitz
- Deutsche Wohnen, Immobilienwirtschaft, Sitz, M-DAX gelistet
- IAV, Ingenieurgesellschaft Auto und Verkehr, Sitz
- Investitionsbank Berlin, Förderbank des Landes Berlin
- Königliche Porzellan-Manufaktur Berlin, Sitz
- Strato, Tochterunternehmen von United Internet
- IT-Dienstleistungszentrum Berlin, Anstalt des öffentlichen Rechts

### Messestandort
Das Berliner Messegelände befindet sich im Bezirk Charlottenburg-Wilmersdorf und wird von der Messe Berlin betrieben. Das Areal zählt zu flächengrößten seiner Art in Europa. Zahlreiche Leitmessen finden hier jährlich statt wie z. B. die Internationale Grüne Woche, die Internationale Funkausstellung, die Internationale Tourismus-Börse Berlin, die InnoTrans, die Fruit Logistica oder die Venus Berlin.

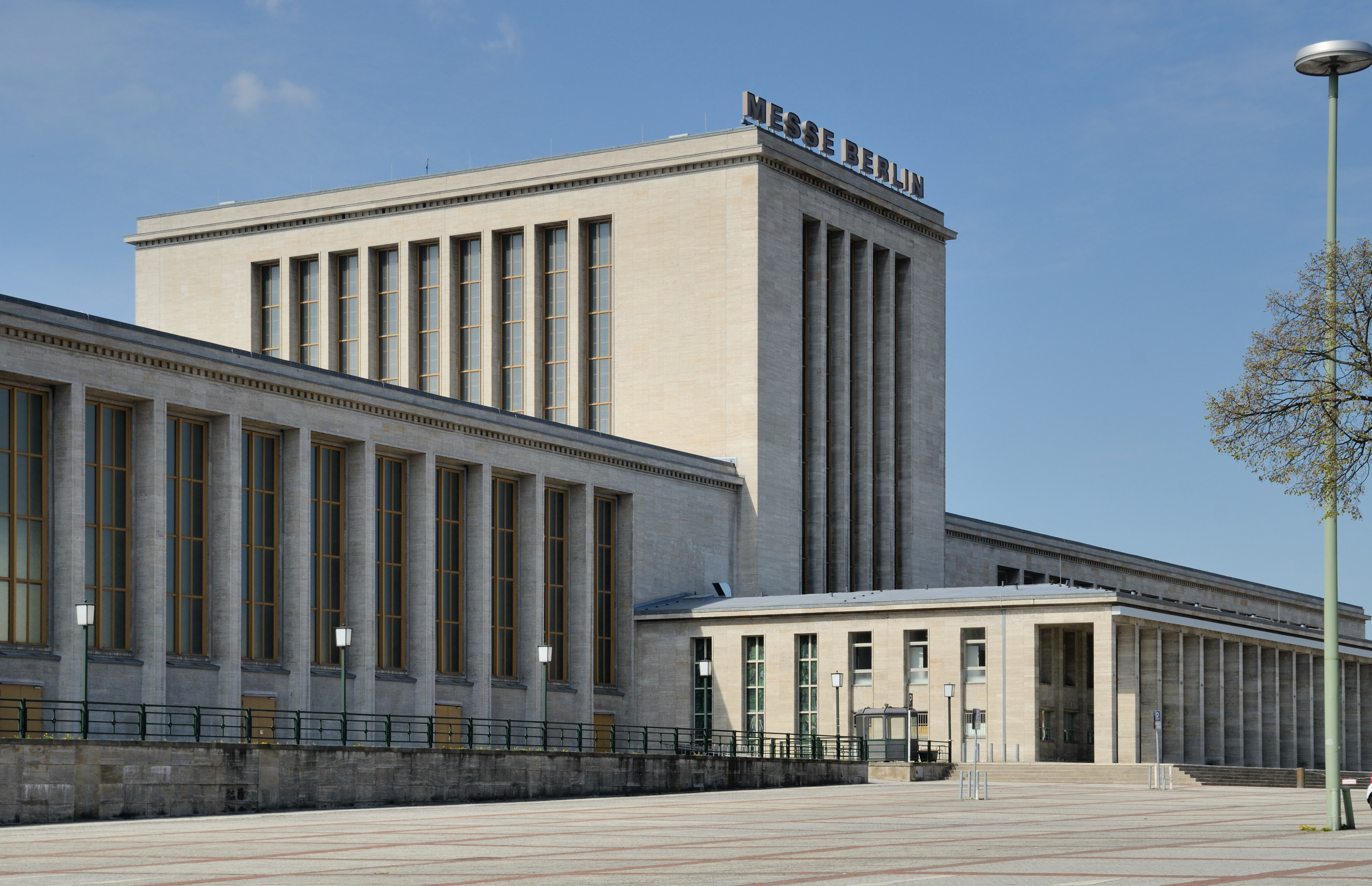
Haupteingang des Messegeländes
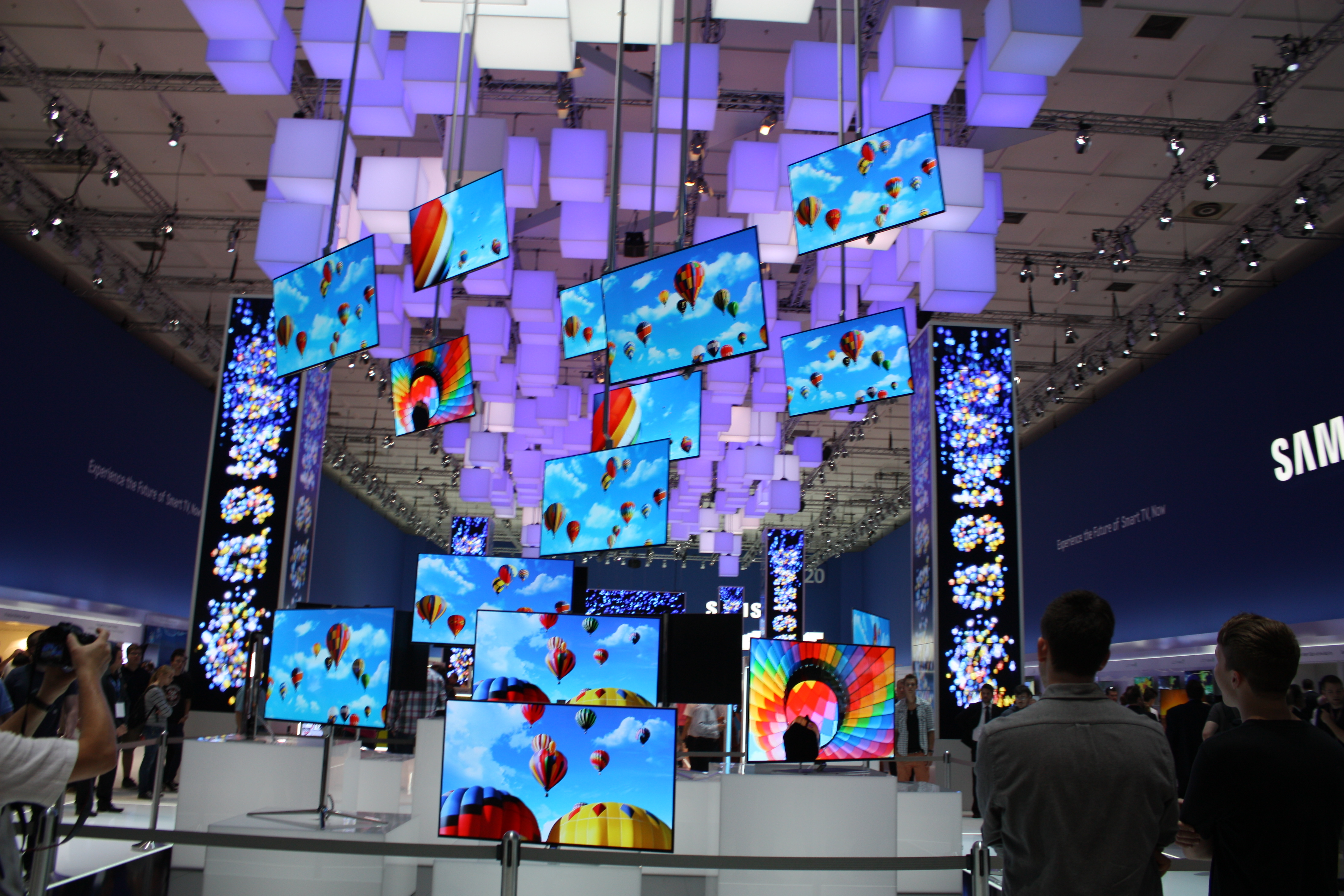
IFA (2012)
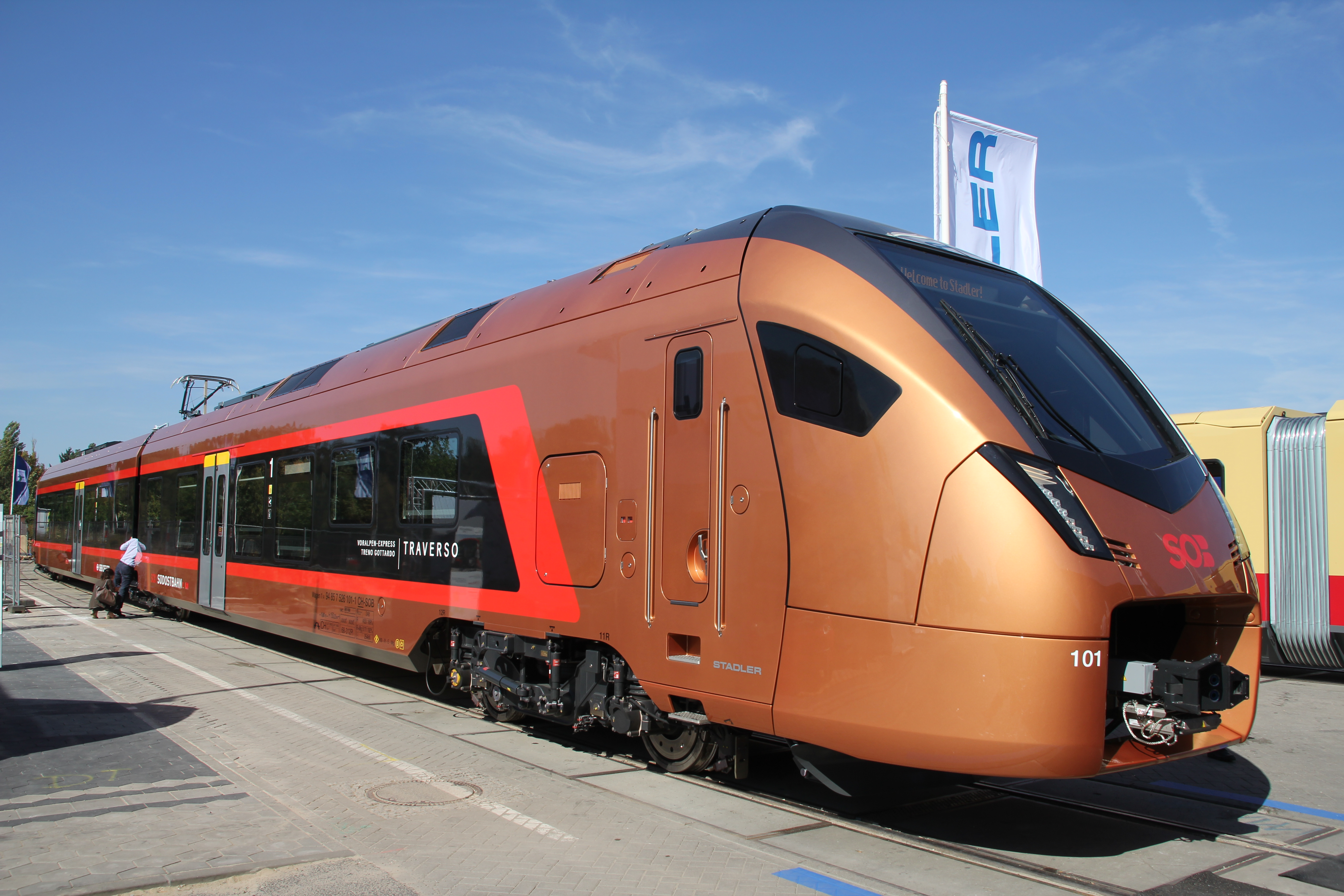
Innotrans (2018)
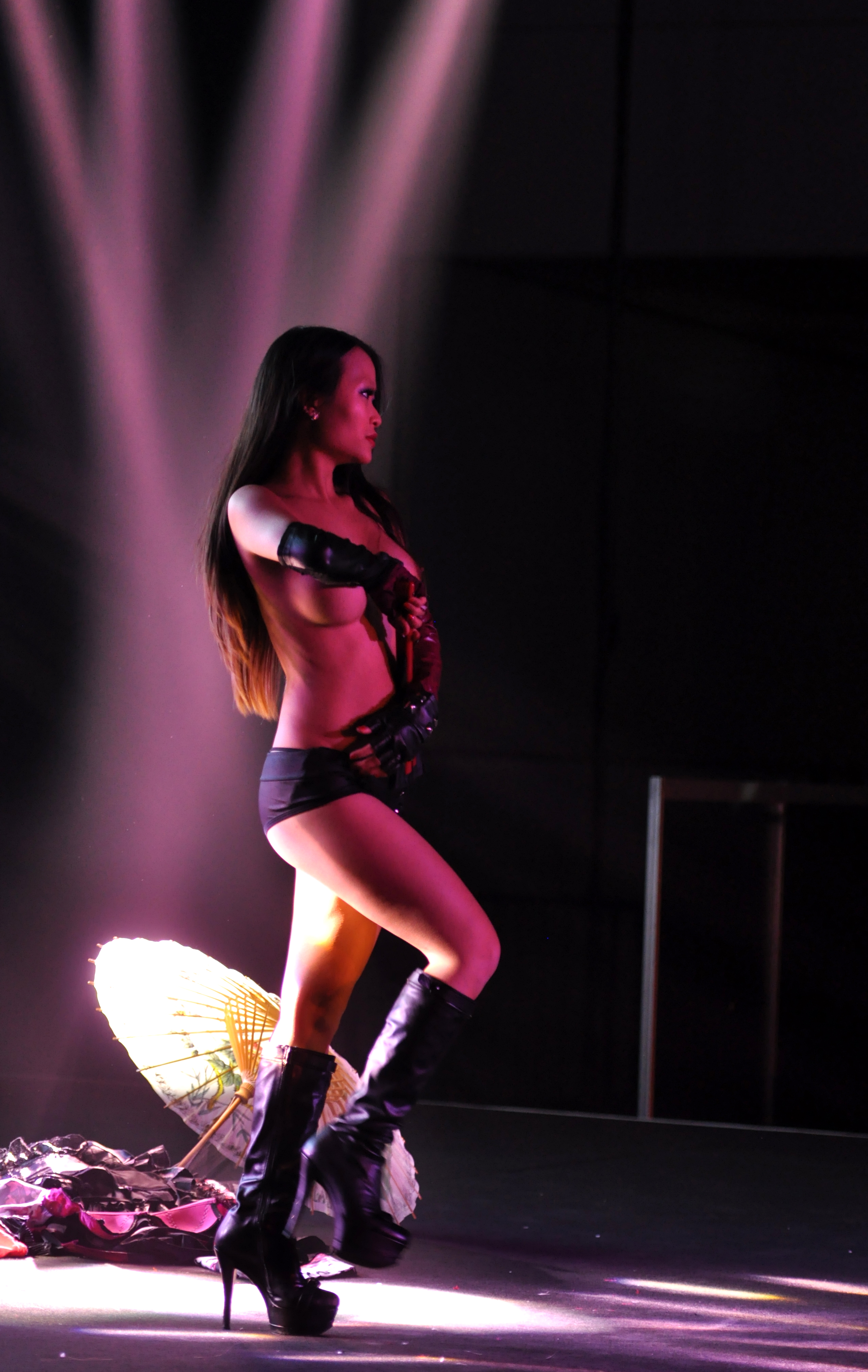
Venus (2014)
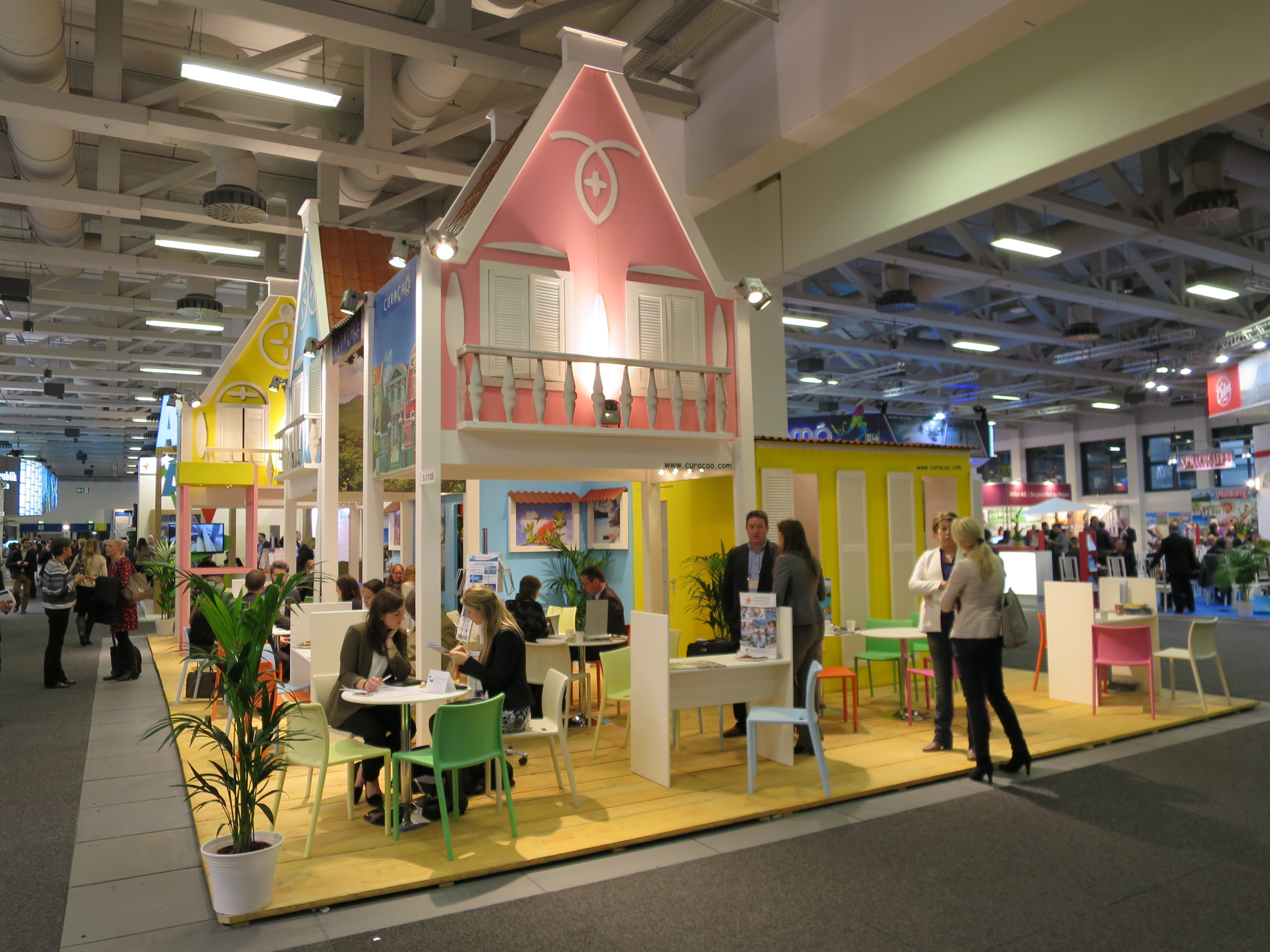
ITB (2016)

### Handwerk
Im Jahr 2012 waren von den 30.862 in Berlin ansässigen Handwerksbetrieben insgesamt 2761 in Charlottenburg-Wilmersdorf gemeldet.

## Verkehr

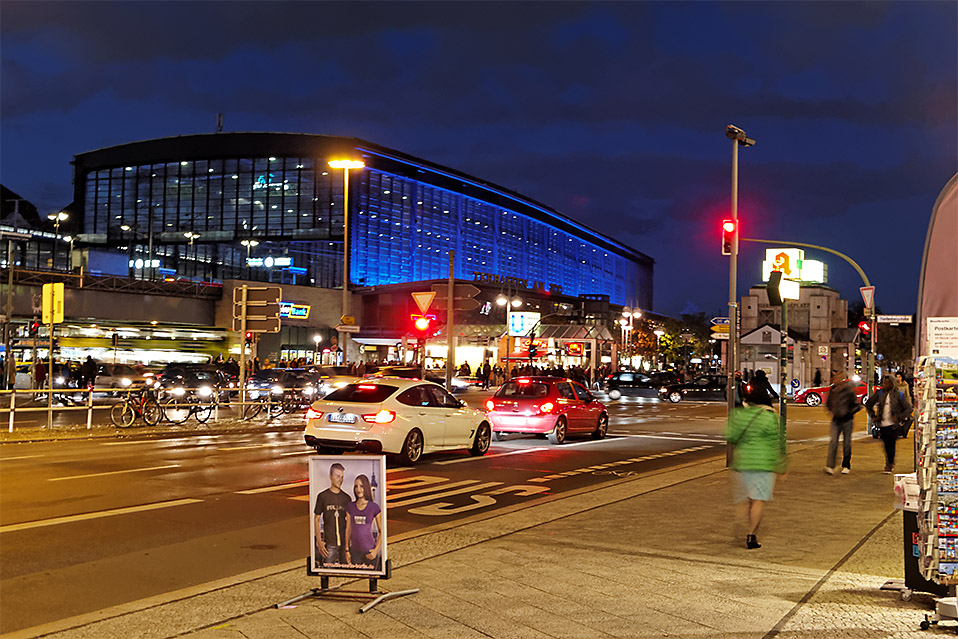
Bahnhof Zoologischer Garten

### Straßenverkehr
Die Autobahnen A 100, A 111 und A 115 sowie die Bundesstraßen B 2 und B 5 führen durch den Bezirk Charlottenburg-Wilmersdorf. Bemerkenswert für den Individualverkehr sind in diesem Zusammenhang die beiden folgenden historischen Garagen:
- Kant-Garagen in Charlottenburg, die älteste, erhaltene Hochgarage Europas,
- Holtzendorff-Garage in Halensee.

### Fahrradverkehr
Einige regionale und internationale Radwanderwege verlaufen durch den Bezirk, u. a. der Spreeradweg und der Europaradweg R1.

### Öffentlicher Personennahverkehr
Die S-Bahn-Linien S3, S5, S7, S9, S41, S42, S45 und S46 sowie die U-Bahn-Linien U1, U2, U3, U7 und U9 führen durch den Bezirk.

## Politik

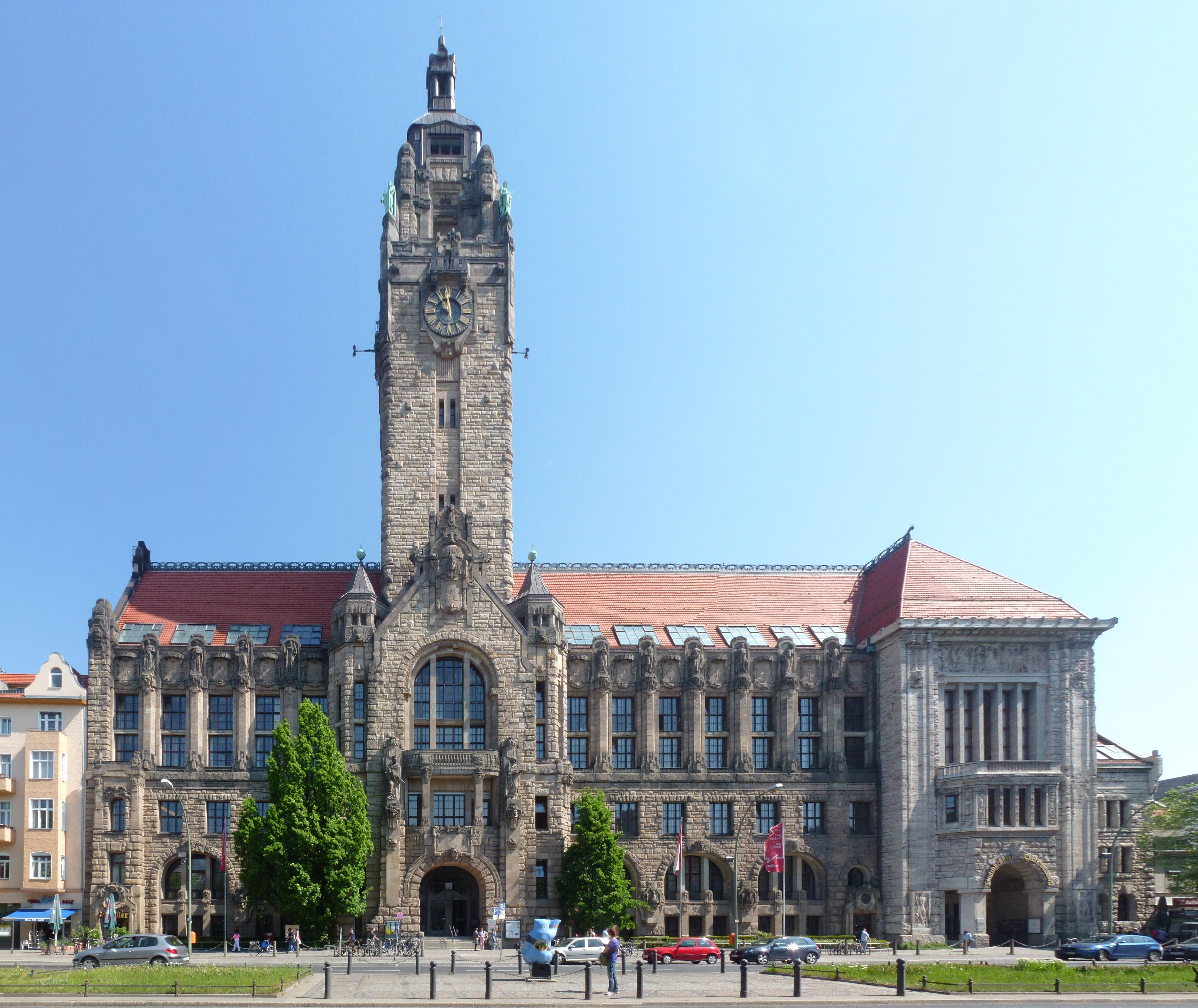
Das Rathaus Charlottenburg ist Sitz des Bezirksbürgermeisters von Charlottenburg-Wilmersdorf

### Bezirksverordnetenversammlung
Die Wahl zur Bezirksverordnetenversammlung (BVV) des Bezirks Charlottenburg-Wilmersdorf am 12. Februar 2023 führte zu folgendem Ergebnis:
| Wahl zur Bezirksverordnetenversammlung Charlottenburg-Wilmersdorf 2023Wahlbeteiligung: 65,8 % 403020100 30,723,919,86,96,75,16,9 CDUGrüneSPDLinkeFDPAfDSonst.Gewinne und Verlusteim Vergleich zu 2021 %p 10 8 6 4 2 0 −2 −4+8,8−0,9−2,4−0,6−3,2+0,4−2,1CDUGrüneSPDLinkeFDPAfDSonst. | Sitzverteilung (Stand: 2025)Insgesamt 55 Sitze - Linke: 4 - BSW: 1 - SPD: 12 - Grüne: 14 - FDP: 3 - CDU: 18 - AfD: 3 |

Im Jahr 2024 wechselte ein Bezirksverordneter von der FDP zum BSW.

### Bezirksbürgermeister
- Bürgermeister der Stadt Charlottenburg 1705–1920: → siehe hier
- Bürgermeister des Bezirks Charlottenburg 1921–2000: → siehe hier

| Zeitraum  | Name                | Partei                |
| --------- | ------------------- | --------------------- |
| 2000–2001 | Andreas Statzkowski | CDU                   |
| 2001–2011 | Monika Thiemen      | SPD                   |
| 2011–2021 | Reinhard Naumann    | SPD                   |
| seit 2021 | Kirstin Bauch       | Bündnis 90/Die Grünen |

Der Bezirk Charlottenburg-Wilmersdorf ist auf Landesebene im Rat der Bürgermeister vertreten.

### Bezirksamt
Mitglieder des Bezirksamts sind (Stand: 2025):
| Name                  | Partei                | Funktion                               | Geschäftsbereich                             |
| --------------------- | --------------------- | -------------------------------------- | -------------------------------------------- |
| Kirstin Bauch         | Bündnis 90/Die Grünen | Bezirksbürgermeisterin                 | Finanzen, Personal und Wirtschaftsförderung  |
| N. N                  | CDU                   | stellvertretender Bezirksbürgermeister | Jugend und Gesundheit                        |
| Christoph Brzezinski  | CDU                   | Bezirksstadtrat                        | Stadtentwicklung, Facility Management und IT |
| N. N                  | CDU                   | Bezirksstadtrat                        | Bürgerdienste und Soziales                   |
| Oliver Schruoffeneger | Bündnis 90/Die Grünen | Bezirksstadtrat                        | Ordnung, Umwelt, Straßen und Grünflächen     |
| Heike Schmitt-Schmelz | SPD                   | Bezirksstadträtin                      | Schule, Sport und Kultur                     |

Der Bezirksstadtrat für Jugend und Gesundheit Detlef Wagner (CDU) wurde am 15. Mai 2025 durch die Bezirksverordnetenversammlung von seinem Amt abberufen.
Der Bezirksstadtrat für Bürgerdienste und Soziales Arne Herz (CDU) wurde am 3. Juni 2025 zum Staatssekretär für Mobilität und Verkehr im Berliner Senat ernannt.

### Wappen
| Wappen des Bezirks Charlottenburg-Wilmersdorf von Berlin | Blasonierung: „Unter silbern-blau gespaltenem Schildhaupt, darin drei Lilien in verwechselten Farben, in Gold ein gezinntes blaues Burgtor mit offenem schwarzem Fallgatter, die Seitentürme mit Kuppeldächern, der Mittelbau mit einem Walmdach, das oben mit zwei abgewendeten Flaggen besteckt ist, die rechte schwarz-silbern, die linke silbern-rot geteilt. Die Seitentürme sind belegt mit je einem Schild: rechts in Silber ein goldengekrönter und -bewehrter schwarzer Adler mit goldenen Kleeblattstängeln auf den Flügeln und auf der Brust belegt mit dem goldenen Monogramm FR, überhöht von einer goldenen Königskrone; links in Rot ein silbernes springendes Ross. Auf dem Schild ruht eine rote dreitürmige Mauerkrone, deren mittlerer Turm mit dem Berliner Wappenschild belegt ist.“ |
| Wappen des Bezirks Charlottenburg-Wilmersdorf von Berlin | Wappenbegründung: Das Wappen wurde aus den bisherigen eigenen Wappen der Bezirke Charlottenburg und Wilmersdorf erstellt. Das untere Feld des geteilten Schildes zeigt ein schwebendes blaues gezinntes Burgtor mit aufgezogenem schwarzen Fallgatter im Durchgang des Mittelbaus. Dieses Element Charlottenburgs hat einige geschichtliche Details – der vordere Turm symbolisiert das Königreich Preußen mit dem auflegten Schild mit Preußischem Adler und der schwarz-weißen Flagge, während der hintere Turm für das Haus Hannover steht, mit dem Sachsenross und der weiß-roten Flagge. Das Element des Schlosses Charlottenburg wurde um die drei blau-silberfarbenen Lilien angereichert, die aus dem Wappen des Bezirks Wilmersdorf entlehnt wurden – diese Elemente verweisen dabei auf die Gründer von Wilmersdorf aus dem 1802 ausgestorbenen Geschlecht derer von Wilmersdorf. Die Mauerkrone ist das verbindende Element aller Berliner Bezirke. Das Wappen des Bezirks Charlottenburg-Wilmersdorf wurde am 4. September 2001 durch den Senat von Berlin verliehen. |

### Partnerschaften
Der Bezirk Charlottenburg-Wilmersdorf von Berlin hat folgende Partnerschaften:
International

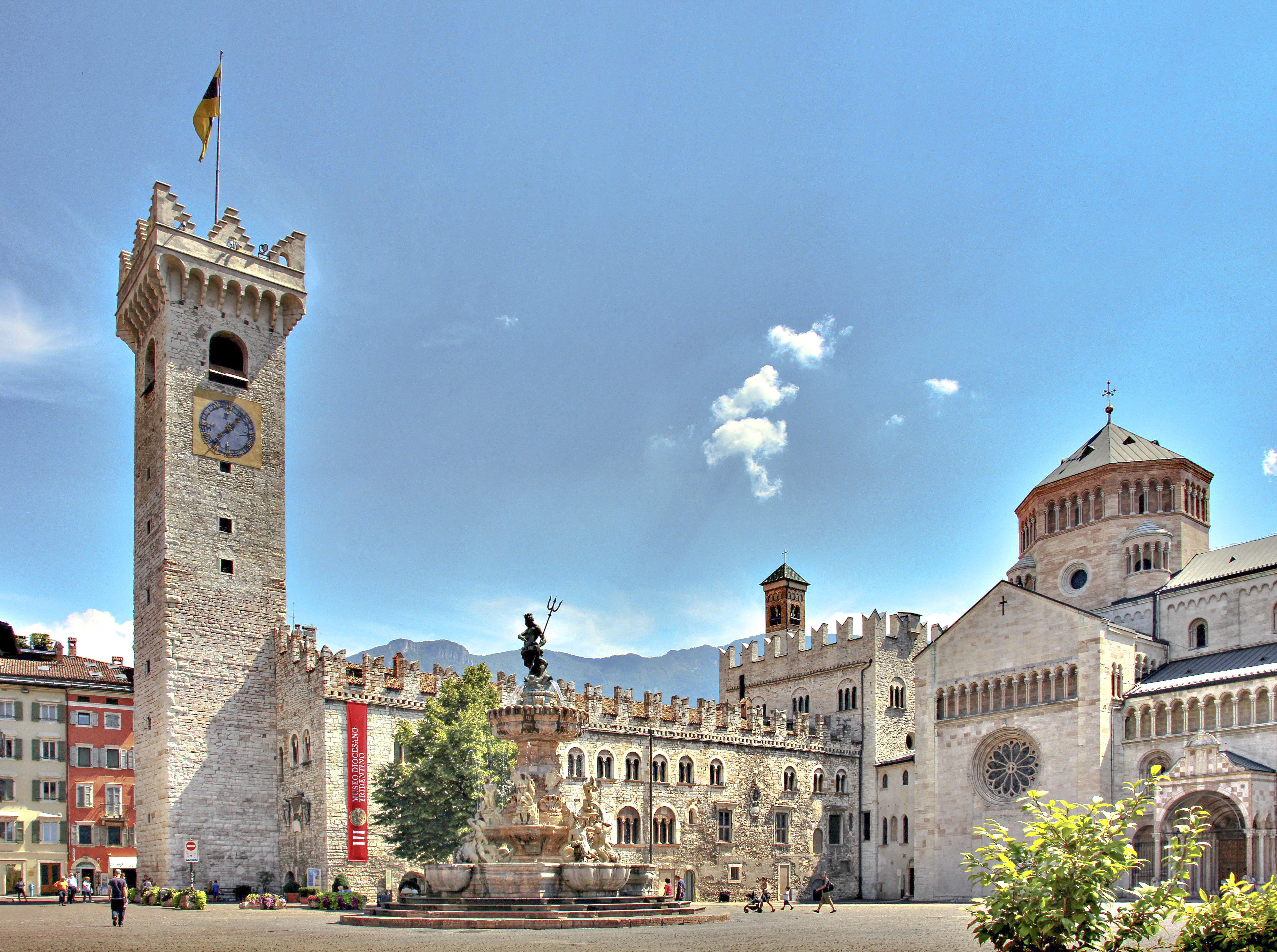
Partnerstadt Trient in Italien

 Apeldoorn (Niederlande), seit 5. Januar 1968 mit Wilmersdorf
 Budapest (fünfter Bezirk, Ungarn), seit 9. Juni 1998 mit Charlottenburg
 Gagny (Frankreich), seit 1992 mit Wilmersdorf
 Gladsaxe (Dänemark), seit 5. Januar 1968 mit Wilmersdorf
 Karmi’el (Israel), seit 16. Januar 1985 mit Wilmersdorf
 Kiew (Ukraine), seit 21. Februar 1991 mit Wilmersdorf
 London Borough of Lewisham (Vereinigtes Königreich), seit 19. März 1968 mit Charlottenburg
 Linz (Österreich), seit 9. Juni 1998 mit Charlottenburg
 Międzyrzecz (ehem. Meseritz, Polen), seit 11. Juni 1993 mit Wilmersdorf
 Or Jehuda (Israel), seit 1966 mit Charlottenburg
 Split (Kroatien), seit 5. Mai 1970 mit Wilmersdorf
 London Borough of Sutton (Vereinigtes Königreich), seit 18. April 1968 mit Wilmersdorf
 Trient (Italien), seit 11. Mai 1966 mit Charlottenburg
National
- Bad Iburg, seit 10. November 1980 mit Charlottenburg
- Rheingau-Taunus-Kreis, seit 20. Juni 1991 mit Wilmersdorf – seit 5. September 1972
- Landkreis Forchheim, seit 23. August 1972 mit Wilmersdorf – seit 1974
- Landkreis Kulmbach, seit 23. August 1991 mit Wilmersdorf
- Landkreis Marburg-Biedenkopf, seit 18. April 1991 mit Charlottenburg
- Landkreis Waldeck-Frankenberg, seit 26. November 1988 mit Charlottenburg
- Mannheim, seit 28. Mai 1962 mit Charlottenburg
- Minden, seit 5. Januar 1968 mit Wilmersdorf

### Polizei
Die Direktion 2 der Berliner Landespolizei ist für die Bezirke Charlottenburg-Wilmersdorf und Spandau zuständig.

## Bildung
- Stadtbibliothek Charlottenburg-Wilmersdorf
- Naturschutzzentrum Ökowerk Berlin

### Schulen
Im Bezirk liegen u. a.:

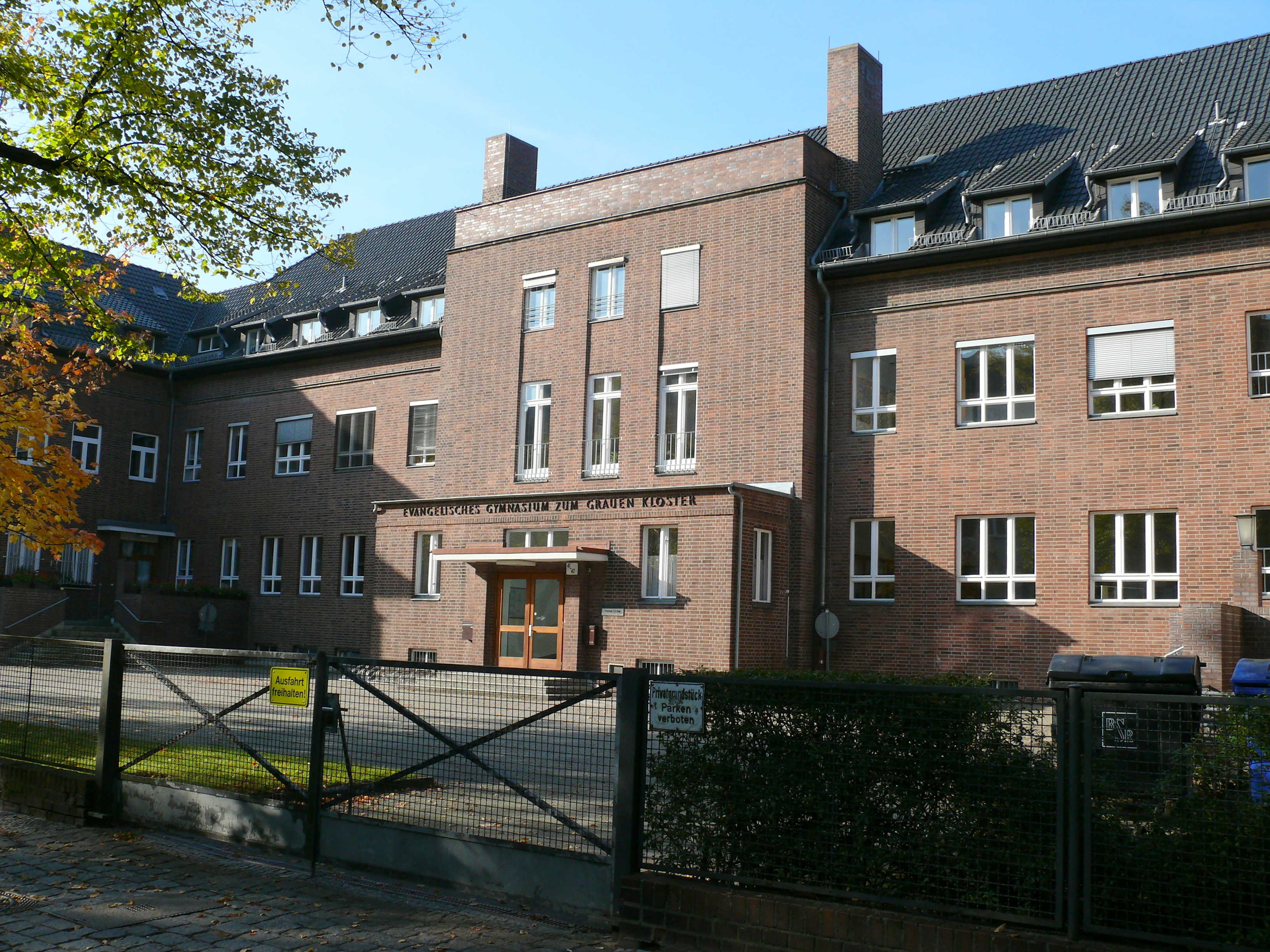
Gymnasium zum Grauen Kloster

- Hildegard-Wegscheider-Oberschule (Gymnasium)
- Walther-Rathenau-Schule (Gymnasium)
- Schiller-Gymnasium Berlin, staatliche Europaschule
- Sophie-Charlotte-Oberschule
- Heinz-Berggruen-Gymnasium
- Gymnasium zum Grauen Kloster
- Friedrich-Ebert-Gymnasium
- Goethe-Gymnasium
- Schule am Schloss, integrierte Sekundarschule
- Volkshochschule Charlottenburg-Wilmersdorf

### Universitäten und Hochschulen

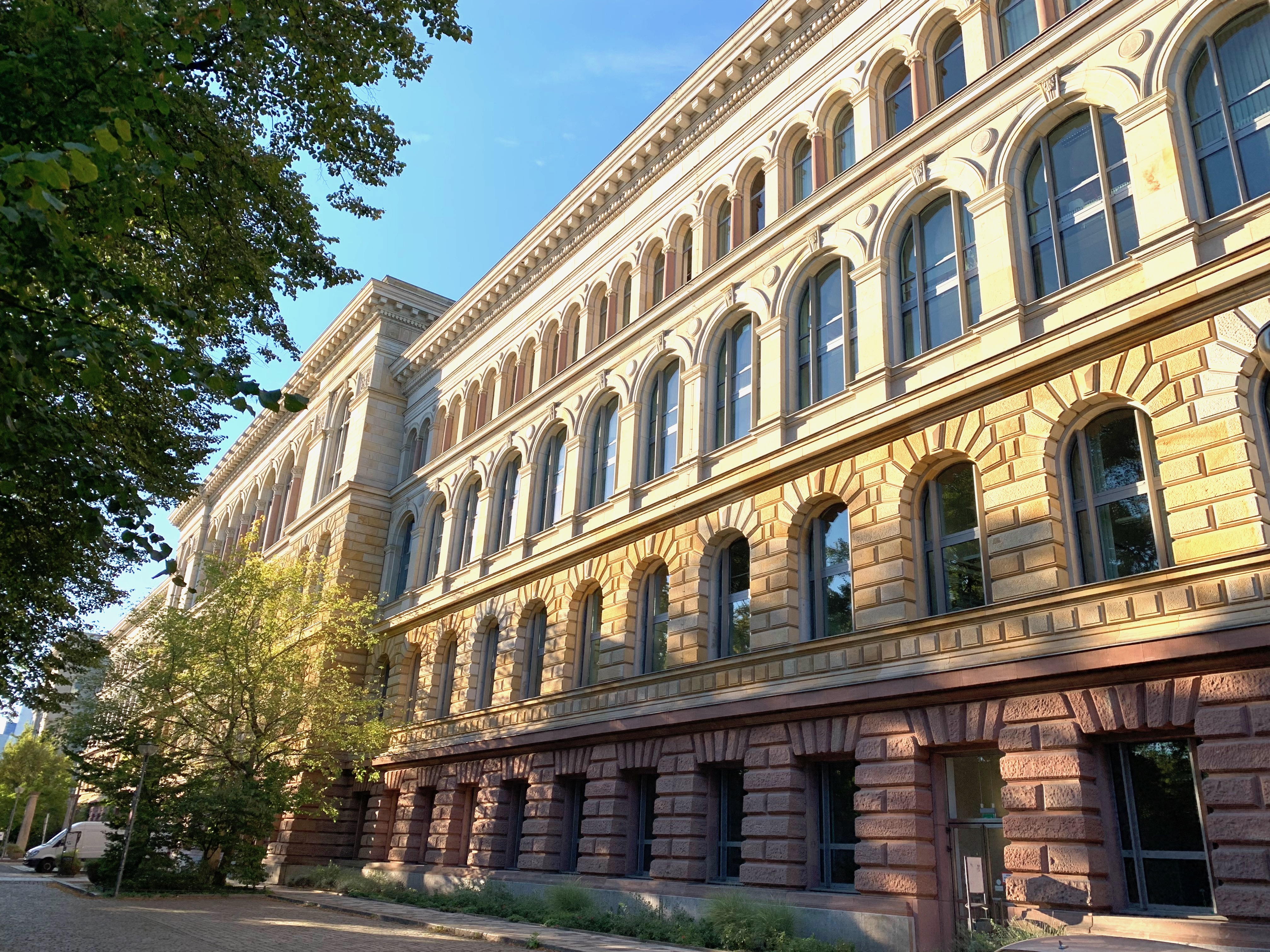
Die Technische Universität Berlin

- Technische Universität
- Universität der Künste
- bbw Hochschule
- ESCP Business School
- German open Business School
- Touro College Berlin

### Forschung
- Wissenschaftskolleg zu Berlin
- Das Internationale Begegnungszentrum der Wissenschaft
- Lateinamerika-Institut
- Max-Planck-Institut für Bildungsforschung
- Fraunhofer-Institut für Offene Kommunikationssysteme
- Fraunhofer-Institut für Nachrichtentechnik
- Philipp-Pfaff-Institut, Fortbildungseinrichtung der Zahnärztekammer

## Architektur

### Bauwerke
- Villa Oppenheim

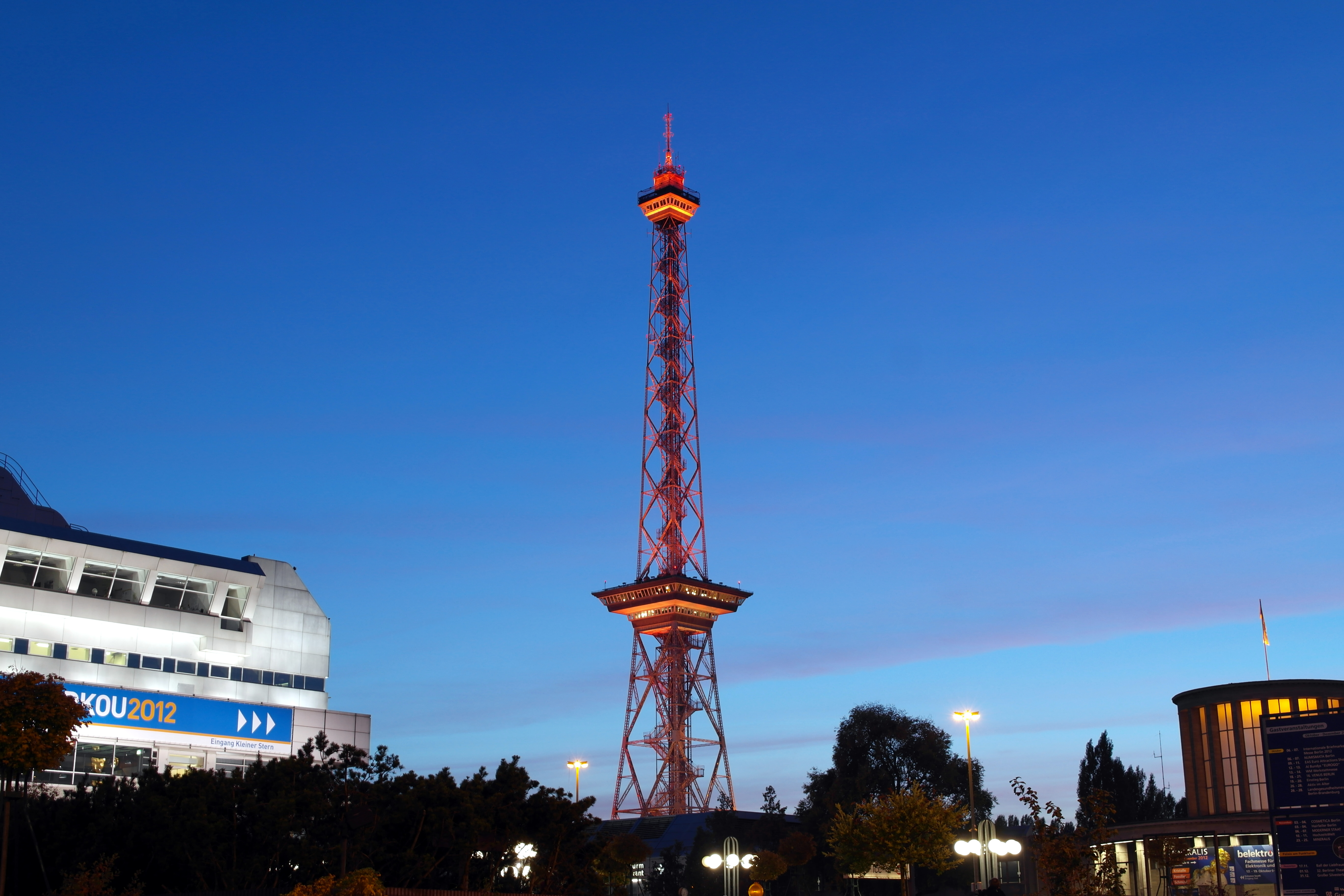
Der Berliner Funkturm, erbaut 1926, ist das höchste Bauwerk im Bezirk

- Ehemaliges Internationales Congress Centrum Berlin
- Schloss Charlottenburg
- Breitscheidplatz mit Gedächtniskirche, Europa-Center, Bikini-Haus und Weltkugelbrunnen („Wasserklops“) in Charlottenburg
- Grunewaldturm
- Palais Mendelssohn in Grunewald
- Denkmal am Schildhorn für Jaxa von Köpenick in Grunewald
- Mahnmal Gleis 17 am Bahnhof Grunewald
- Berliner Funkturm in Westend
- Villenkolonie Westend
- Gedenkstätte Plötzensee in Charlottenburg-Nord
- Künstlerkolonie Berlin in Wilmersdorf

### Sakralbauten
| Christentum, evangelisch/reformiert - Kaiser-Wilhelm-Gedächtniskirche - Luisenkirche von Karl Friedrich Schinkel in Charlottenburg - St. George’s Anglican Episcopal Church - Kirche am Lietzensee - Dänische Christianskirken - Schwedische Kirche der Victoriagemeinde - Kreuzkirche in Schmargendorf - Dorfkirche Schmargendorf (Berlin) - Kirche am Hohenzollernplatz - Hochmeisterkirche - Grunewaldkirche - Trinitatis-Kirche - Lindenkirche Christentum, römisch-katholisch Nach der Auflösung der katholischen Dekanate durch das Erzbistum Berlin im Jahr 2021 bildeten sich im Rahmen des Prozesses „Wo Glauben Raum gewinnt“ durch Fusion neue, größere Pfarreien. Seit 2023 gehören die Herz-Jesu-Kirche, St. Thomas von Aquin, St. Kamillus und Maria Regina Martyrum zur Pfarrei „Märtyrer von Berlin in Berlin-Charlottenburg“. Der Fusionsprozess der übrigen Pfarreien und Kirchen ist noch nicht abgeschlossen. - Maria Regina Martyrum - St. Kamillus - Salvator-Kirche - St. Albertus Magnus - St. Canisius - Herz-Jesu-Kirche - St. Ludwig am Ludwigkirchplatz - Pfarrkirche St. Marien - Heilig-Kreuz-Kirche | Christentum, orthodox - Christi-Auferstehungs-Kathedrale, eine russisch-orthodoxe Kirche - „Schutz der Gottesmutter“-Kirche, eine russisch-orthodoxe Kirche - Rumänisch-orthodoxe Kirche Heilige Erzengel Mihail und Gavriil - Syrisch-orthodoxe Mor-Afrem-Kirche Judentum - Jüdisches Bildungszentrum Chabad Berlin - Jüdisches Gemeindehaus in der Fasanenstraße - Liberale Synagoge Herbartstraße im ehemaligen Leo-Baeck-Altenwohnheim - Zentrale Orthodoxe Synagoge Berlin - Synagoge Pestalozzistraße Islam - Wilmersdorfer Moschee, älteste bestehende Moschee Deutschlands |

## Kultur

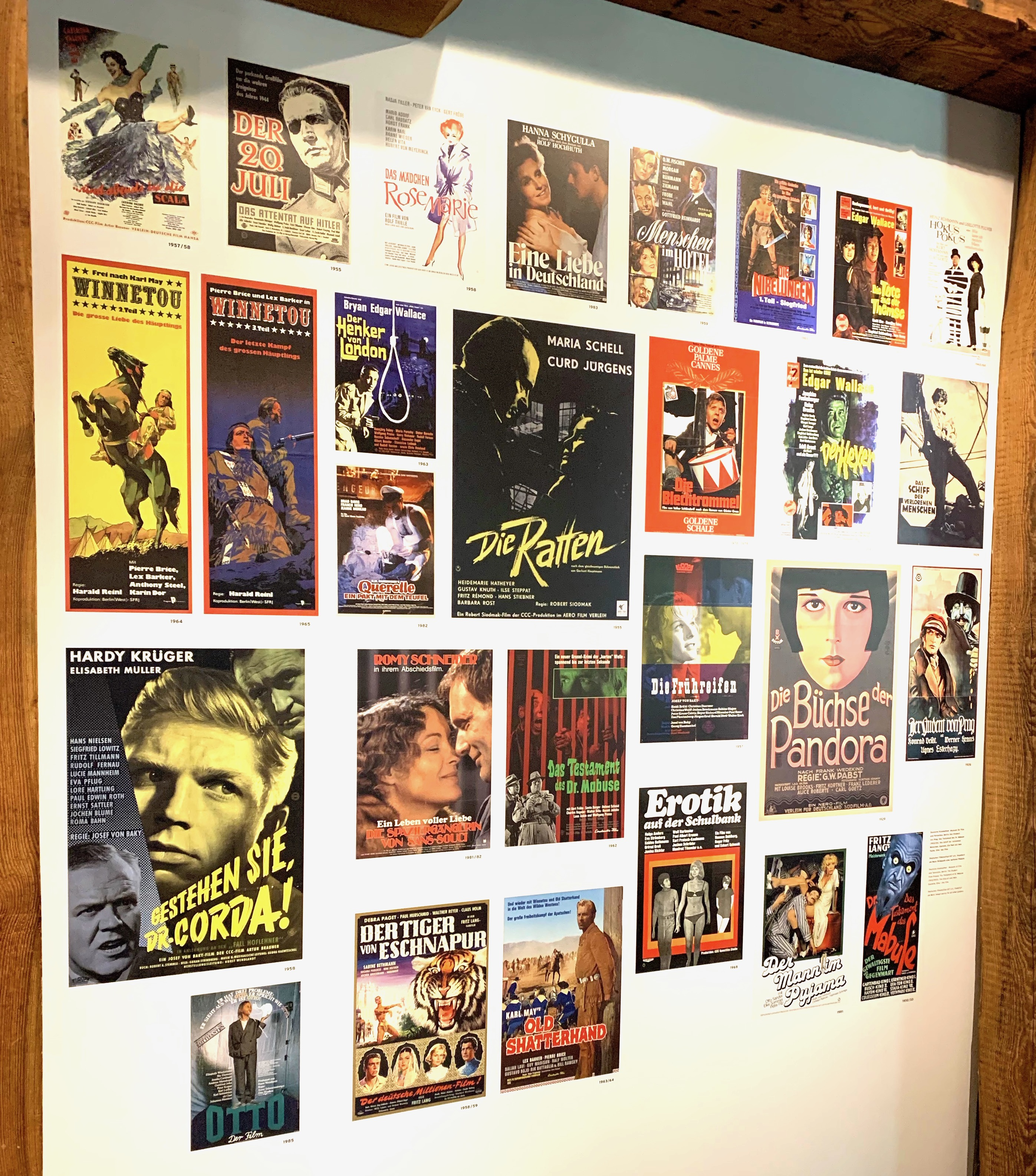
Filmplakate der CCC-Filmkunst

### Filmkultur
Charlottenburg-Wilmersdorf nimmt eine besondere Rolle in der Filmwelt ein. Unzählige Filmproduktionen wie Christiane F. – Wir Kinder vom Bahnhof Zoo (1981), Berlin – Ecke Bundesplatz (1987–2012) oder Ku’damm 56 (2016) erzählen von dem Lebensgefühl der Orte im Bezirk. Die CCC-Filmkunst, eine der erfolgreichsten deutschen Filmproduktionsfirmen, hat hier ihren Sitz. Premierenkinos wie der Delphi Filmpalast oder der Zoo Palast bringen heimische und internationale Uraufführungen auf die Leinwand. Die Europäische Filmakademie verlieh den Europäischen Filmpreis erstmals 1988 im Theater des Westens. Bis 2023 hatte sie ihren Sitz am Kurfürstendamm.

### Bühnen
- Renaissance-Theater
- Theater des Westens
- Schiller-Theater
- Schaubühne am Lehniner Platz
- Deutsche Oper Berlin
- Waldbühne
- Bar jeder Vernunft
- Haus der Berliner Festspiele

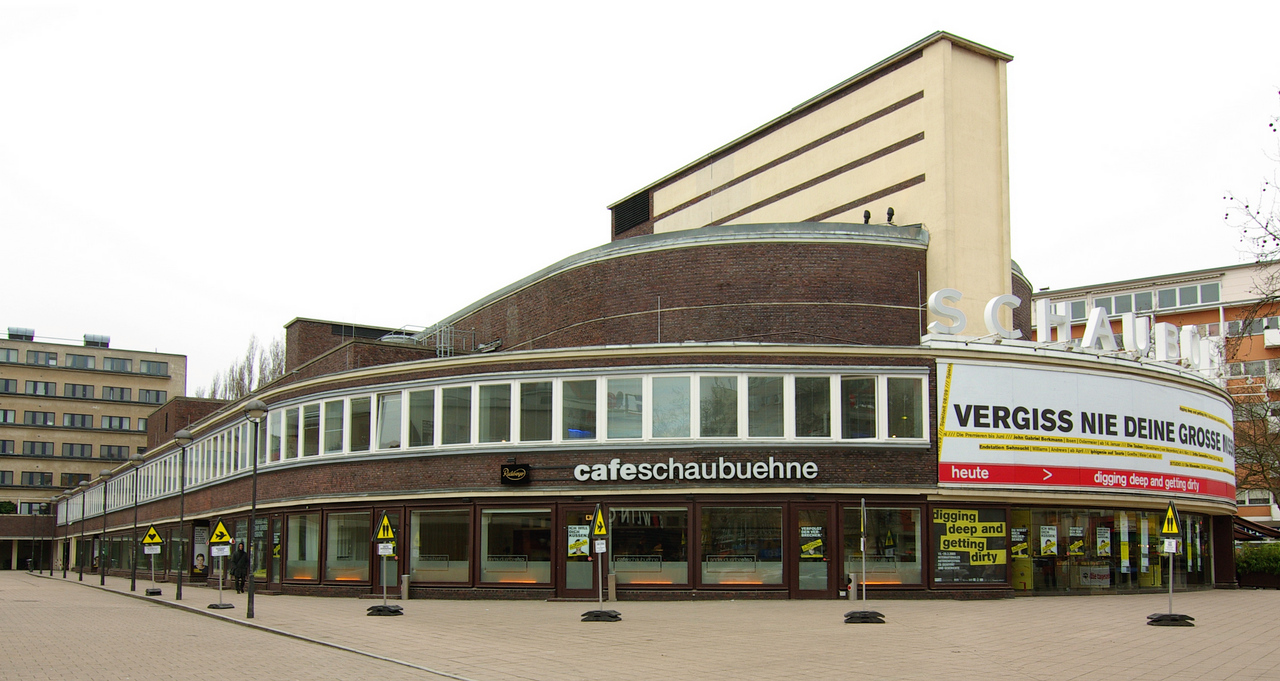
Schaubühne am Lehniner Platz

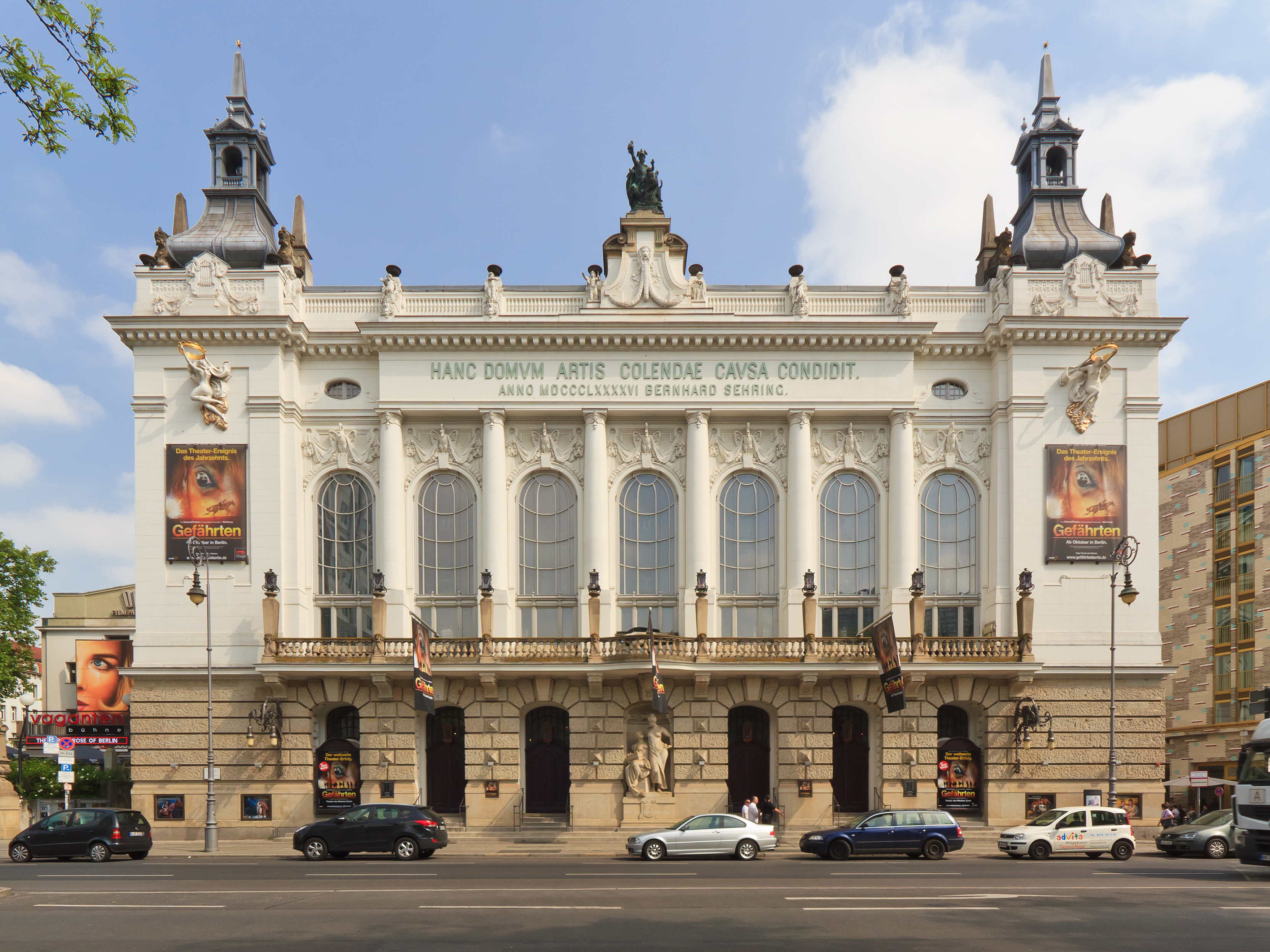
Theater des Westens

- Die Stachelschweine im Europa-Center

### Sport

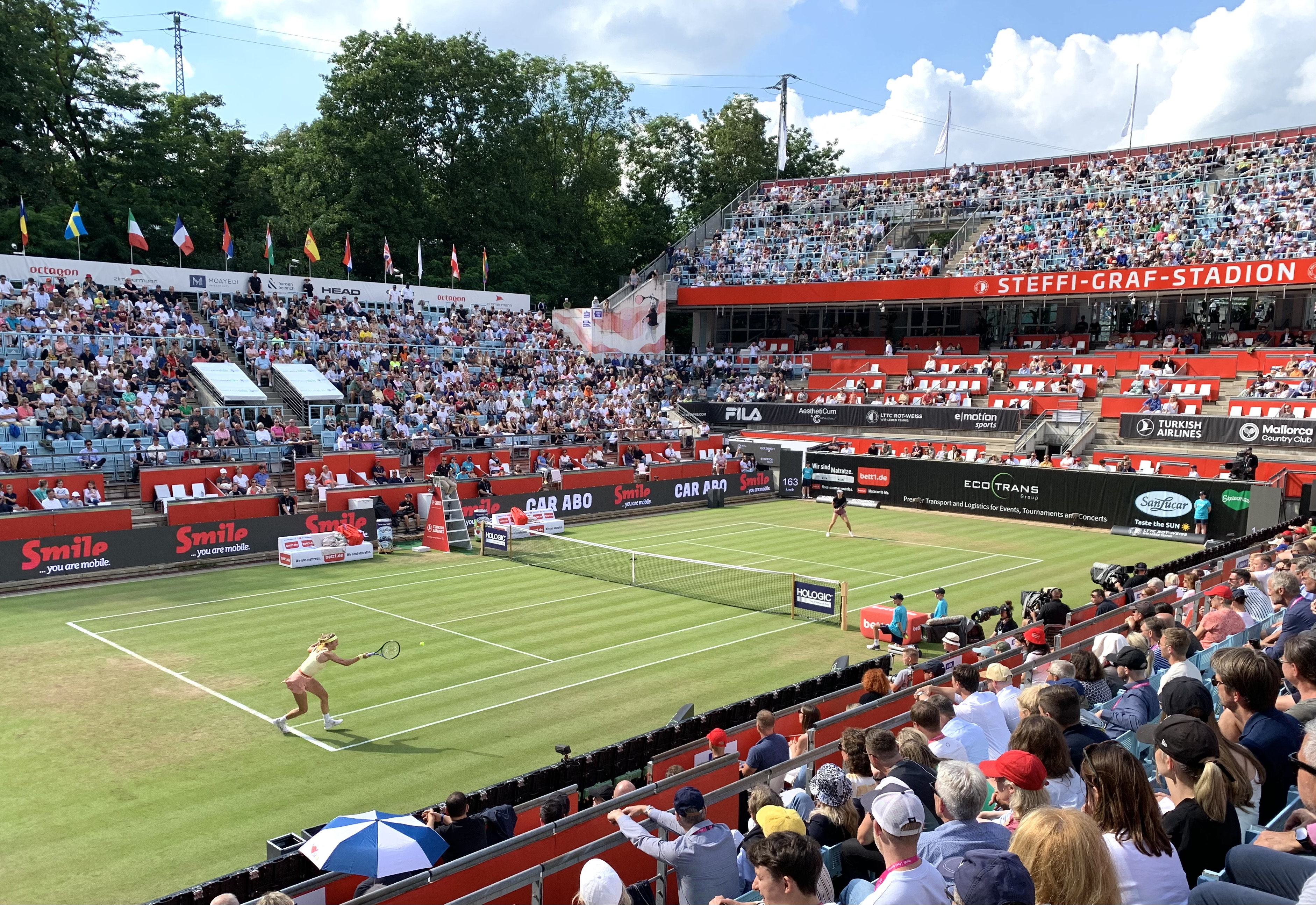
Steffi Graf Stadion

- Berliner Olympiastadion und das Olympiagelände
- DFB-Pokal-Endspiel
- Hertha BSC
- SCC Berlin
- LTTC Rot-Weiß Berlin
- WTA Berlin, Tennisturnier im Steffi Graf Stadion[17]

### Clubs, Bars und Cafés
- Quasimodo, Jazz Club
- Café Kranzler
- Paris Bar[18]
- Ryotei 893[19]
- Monkey Bar
- Café im Literaturhaus

### Museen

Museum für Fotografie

- Bröhan-Museum, Landesmuseum für Jugendstil, Art déco und Funktionalismus
- C/O Berlin, Ausstellungshaus für Fotografie
- Staatliche Museen zu Berlin:
  - Museum Berggruen mit Werken von Pablo Picasso, Alberto Giacometti, Paul Klee und Henri Matisse
  - Museum für Fotografie / Helmut Newton Stiftung
  - Sammlung Scharf-Gerstenberg
  - Gipsformerei

### Veranstaltungen

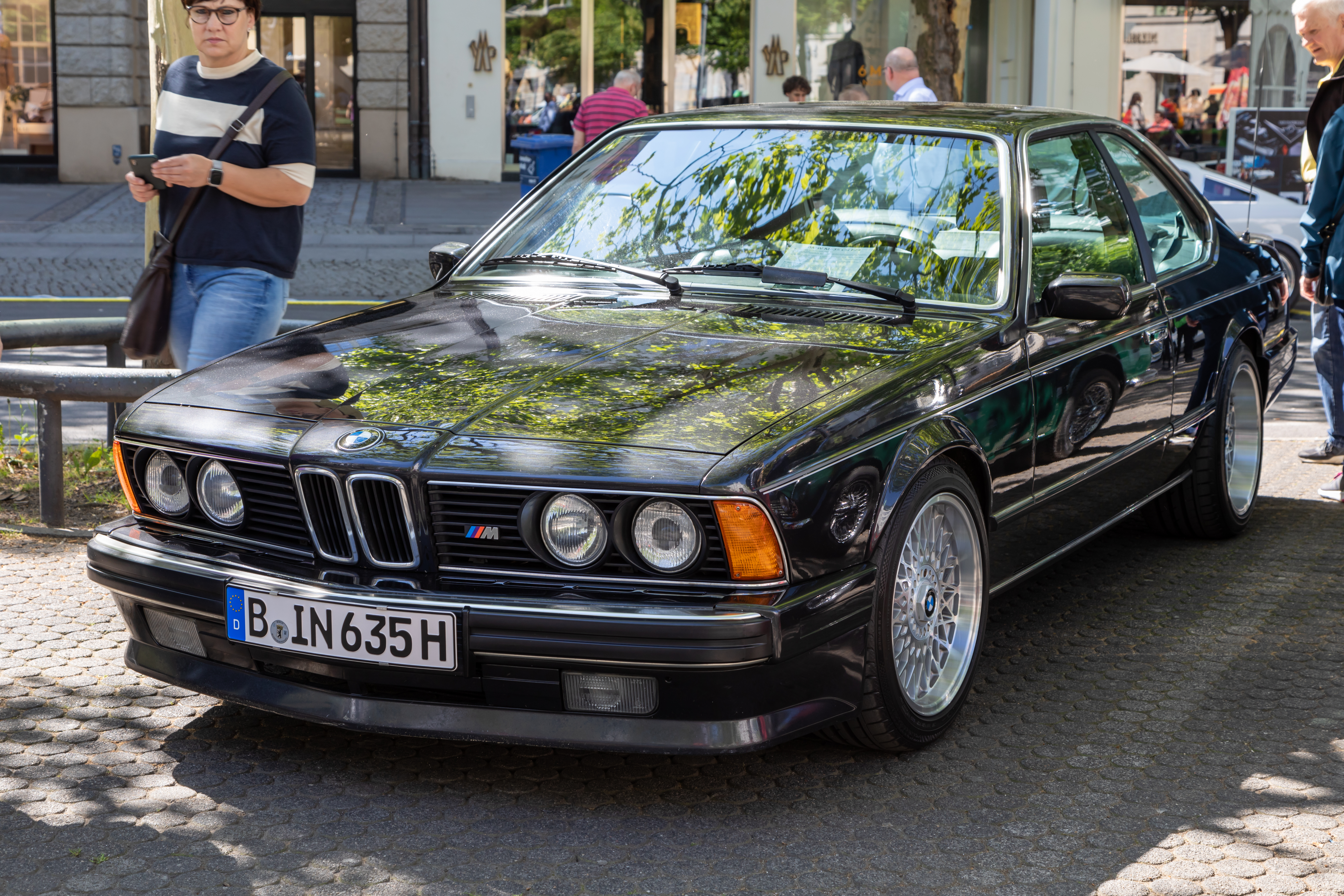
Automobilparade „Classic Days Berlin“

- Lesungen anlässlich des Internationalen Literaturfestival Berlin im Haus der Berliner Festspiele
- Classic Days Berlin, Schauparade mit klassischen Automobilen
- Spielstätte der Internationalen Filmfestspiele Berlin (Berlinale) ist unter anderem der Zoo Palast
- Auftritt der Berliner Philharmoniker als saisonaler Höhepunkt in der Berliner Waldbühne
- „Thaimarkt“ in Wilmersdorf
- Rheingauer Weinbrunnen, ein Weinfest über die Sommermonate auf dem Rüdesheimer Platz, bei dem unterschiedliche Weingüter der Rheingaus ihre Erzeugnisse anbieten
- Weihnachtsmärkte in der gesamten Adventszeit um die Kaiser-Wilhelm-Gedächtniskirche, am Schloss Charlottenburg und auf der Wilmersdorfer Straße. Daneben mehrere Weihnachtsmärkte der Institutionen und ausländischen Gemeinden an einzelnen Adventswochenenden, wie der dänischen Christianskirken, der anglikanischen St. George’s Church oder der Johannischen Kirche vor dem Palais Mendelssohn